# Liste des épisodes de Doctor Who (1963-1989)
Cet article concerne les épisodes diffusés de 1963 à 1989. Pour ceux diffusés entre 2005 et 2022, voir Liste des épisodes de Doctor Who (2005-2022). Pour ceux diffusés depuis 2023, voir Liste des épisodes de Doctor Who (depuis 2023).
Cet article présente la liste des épisodes de la série télévisée britannique Doctor Who de 1963 à 1989.
Doctor Who est une série de science-fiction produite et diffusée par la BBC depuis 1963. La première série, diffusée jusqu'en 1989, est suivie par un téléfilm en 1996. Près de dix ans plus tard, en 2005, la série fait l'objet d'un renouvellement en une deuxième série, mais également d'un 2e renouvellement en 2023 avec l'arrivée de Disney+ dans la production de la série, toujours diffusée à ce jour. Les trois périodes représentent près de 900 épisodes, faisant de Doctor Who la série de science-fiction la plus longue de l'histoire de la télévision.
La série a la particularité d'avoir un seul personnage principal, Le Docteur, interprété par seize acteurs à ce jour. Cela s'explique par sa capacité à se régénérer, avec presque à chaque fois un corps différent. Au cours des premières saisons, les intrigues étaient liées les unes aux autres, elles-mêmes composées de plusieurs épisodes. La nouvelle série a choisi un format plus traditionnel d'épisodes uniques, les arcs narratifs s'articulant occasionnellement en histoires en plusieurs parties.
En raison de procédures en vigueur par la BBC dans les années 1970, 97 épisodes diffusés dans les années 1960 ont disparu, résultant en pas moins de 26 histoires incomplètes, bien que tous les enregistrements audios soient toujours disponibles et que certaines histoires aient été restaurées.
La liste suivante est classée par ordre chronologique, séparée en trois séries, la classique (1963-1989), la New Who (2005-2022) et celle du Whoniverse (depuis 2023), et divisée selon l'identité du Docteur, les saisons, le nombre d'arcs, d'épisodes et d'histoires par saisons. Le numéro de la première colonne est utilisée ici pour servir de guide général sur l'ensemble de la série depuis ses débuts. L'ère du Huitième Docteur ne faisant partie ni de l'ère classique ou de la New Who, l'option de la positionner à part permet de mieux voir ses deux uniques apparitions en tant que Docteur principale de l'histoire.

## Résumé
| N°  | Saison            | Saison | Acteur           | Arcs  | Hist.   | Ep.       | Diffusion |
| --- | ----------------- | ------ | ---------------- | ----- | ------- | --------- | --------- |
| 1er |                   | 1      | William Hartnell | 8     | 1-8     | 42        | 1963-1964 |
| 1er |                   | 2      | William Hartnell | 9     | 9-17    | 39        | 1964-1965 |
| 1er |                   | 3      | William Hartnell | 10    | 18-27   | 45        | 1965-1966 |
| 1er |                   | 4(a)   | William Hartnell | 2     | 28-29   | 8         | 1966      |
| 2e  | Patrick Troughton | 4(a)   | 7                | 30-36 | 35      | 1966-1967 |           |
| 2e  | Patrick Troughton |        | 5                | 7     | 37-43   | 40        | 1967-1968 |
| 2e  | Patrick Troughton |        | 6                | 7     | 44-50   | 44        | 1968-1969 |
| 3e  |                   | 7      | Jon Pertwee      | 4     | 51-54   | 25        | 1970      |
| 3e  |                   | 8      | Jon Pertwee      | 5     | 55-59   | 25        | 1971      |
| 3e  |                   | 9      | Jon Pertwee      | 5     | 60-64   | 26        | 1972      |
| 3e  |                   | 10     | Jon Pertwee      | 5     | 65-69   | 26        | 1972-1973 |
| 3e  |                   | 11     | Jon Pertwee      | 5     | 70-74   | 26        | 1973-1974 |
| 4e  |                   | 12     | Tom Baker        | 5     | 75-79   | 20        | 1974-1975 |
| 4e  |                   | 13     | Tom Baker        | 6     | 80-85   | 26        | 1975-1976 |
| 4e  |                   | 14     | Tom Baker        | 6     | 86-91   | 26        | 1976-1977 |
| 4e  |                   | 15     | Tom Baker        | 6     | 92-97   | 26        | 1977-1978 |
| 4e  |                   | 16     | Tom Baker        | 6     | 98-103  | 26        | 1978-1979 |
| 4e  |                   | 17     | Tom Baker        | 5     | 104-108 | 20        | 1979-1980 |
| 4e  | Shada(b)          | 1      | Tom Baker        | —     | 6       | Annulé    |           |
| 4e  |                   | 18     | Tom Baker        | 7     | 109-115 | 28        | 1980-1981 |
| 5e  |                   | 19     | Peter Davison    | 7     | 116-122 | 26        | 1982      |
| 5e  |                   | 20     | Peter Davison    | 6     | 123-128 | 22        | 1983      |
| 5e  | Spécial(c)        | 1      | Peter Davison    | 129   | 1       |           | 1983      |
| 5e  |                   | 21(d)  | Peter Davison    | 6     | 130-135 | 20        | 1984      |
| 6e  | Colin Baker       | 21(d)  | 1                | 136   | 4       |           | 1984      |
| 6e  | Colin Baker       |        | 22               | 6     | 137-142 | 13        | 1985      |
| 6e  | Colin Baker       |        | 23               | 4     | 143     | 14        | 1986      |
| 7e  |                   | 24     | Sylvester McCoy  | 4     | 144-147 | 14        | 1987      |
| 7e  |                   | 25     | Sylvester McCoy  | 4     | 148-151 | 14        | 1988-1989 |
| 7e  |                   | 26     | Sylvester McCoy  | 4     | 152-155 | 14        | 1989      |

| N° | Saison | Saison      | Acteur      | Arc | Hist. | Ep. | Diffusion |
| -- | ------ | ----------- | ----------- | --- | ----- | --- | --------- |
| 8e |        | Téléfilm(e) | Paul McGann | 1   | 156   | 1   | 1996      |
| 8e |        | Minisode(f) | Paul McGann | 1   | —     | 1   | 2013      |

| N°  | Saison | Saison   | Acteur                | Arcs | Hist.   | Ep. | Diffusion |
| --- | ------ | -------- | --------------------- | ---- | ------- | --- | --------- |
| 9e  |        | 1 (27)   | Christopher Eccleston | 10   | 157-166 | 13  | 2005      |
| 10e |        | 2 (28)   | David Tennant         | 11   | 167-177 | 14  | 2005-2006 |
| 10e |        | 3 (29)   | David Tennant         | 10   | 178-187 | 14  | 2006-2007 |
| 10e |        | 4 (30)   | David Tennant         | 11   | 188-198 | 14  | 2007-2008 |
| 10e |        | Spéciaux | David Tennant         | 4    | 199-202 | 5   | 2008-2010 |
| 11e |        | 5 (31)   | Matt Smith            | 10   | 203-212 | 13  | 2010      |
| 11e |        | 6 (32)   | Matt Smith            | 12   | 213-224 | 14  | 2010-2011 |
| 11e |        | 7 (33)   | Matt Smith            | 15   | 225-239 | 15  | 2011-2013 |
| 11e |        | Spéciaux | Matt Smith            | 2    | 240-241 | 2   | 2013      |
| 12e |        | 8 (34)   | Peter Capaldi         | 11   | 242-252 | 12  | 2014      |
| 12e |        | 9 (35)   | Peter Capaldi         | 11   | 253-263 | 14  | 2014-2015 |
| 12e |        | 10 (36)  | Peter Capaldi         | 13   | 264-276 | 14  | 2016-2017 |
| 13e |        | 11 (37)  | Jodie Whittaker       | 11   | 277-287 | 11  | 2018-2019 |
| 13e |        | 12 (38)  | Jodie Whittaker       | 9    | 288-296 | 11  | 2020-2021 |
| 13e |        | 13 (39)  | Jodie Whittaker       | 1    | 297     | 6   | 2021      |
| 13e |        | Spéciaux | Jodie Whittaker       | 3    | 298-300 | 3   | 2022      |

| N°  | Saison | Saison   | Acteur        | Arcs | Hist.   | Ep. | Diffusion |
| --- | ------ | -------- | ------------- | ---- | ------- | --- | --------- |
| 14e |        | Spéciaux | David Tennant | 3    | 301-303 | 3   | 2023      |
| 15e |        | 1 (40)   | Ncuti Gatwa   | 8    | 304-311 | 9   | 2023-2024 |
| 15e |        | 2 (41)   | Ncuti Gatwa   | 8    | 312-319 | 9   | 2024-2025 |
| ?   |        | 3 (42)   | Billie Piper  | —    | —       | —   | —         |
| ?   | 4 (43) |          | Billie Piper  | —    | —       | —   | —         |

- (a) Le Premier Docteur se régénère lors de l'arc The Tenth Planet. Le Deuxième Docteur prend le relai à partir du 3e arc The Power of the Daleks.
- (b) La Saison 17 possède un arc annulé du nom de Shada qui devait contenir 6 épisodes.
- (c) La Saison 20 possède un épisode spécial à l'occasion du 20e Anniversaire appelé The Five Doctors.
- (d) Le Cinquième Docteur se régénère lors du 6e arc The Caves of Androzani. Le Sixième Docteur n'apparait que pour l'ultime arc de la saison appelée The Twin Dilemma.
- (e) Le Septième Docteur apparait seulement lors des premières minutes du film avant de rapidement passer le relai au Huitième Docteur.
- (f) Le Huitième Docteur apparait dans le minisode The Night of the Doctor à l'occasion du 50e Anniversaire de la série.

## Premier Docteur(1963-1966)
La première incarnation du Docteur a été interprétée par William Hartnell. Pendant l'ère de William Hartnell, les épisodes étaient un mélange d'histoires se déroulant sur la Terre du futur avec une influence extraterrestre, sur des planètes et dans des événements historiques sans influence extraterrestre, comme Marco Polo, l'un des arcs perdues. Dans son dernier arc, The Tenth Planet, le Docteur s'est progressivement affaibli jusqu'à s'effondrer à la fin du quatrième épisode, entraînant sa régénération.

### 1resaison(1963-1964)
| N°  | Part. | Titre de l'arc          | Titre des épisodes              | Scénario                                     | Réalisation       | Première diffusion au Royaume-Uni | Code | Audience (en millions) |
| --- | ----- | ----------------------- | ------------------------------- | -------------------------------------------- | ----------------- | --------------------------------- | ---- | ---------------------- |
| 001 | 1     | An Unearthly Child      | « An Unearthly Child »          | Anthony Coburn et C. E. Webber (non-crédité) | Waris Hussein     | 23 novembre 1963                  | A    | 4,4                    |
| 001 | 1     | An Unearthly Child      | « The Cave of Skulls »          | Anthony Coburn                               | Waris Hussein     | 30 novembre 1963                  | A    | 5,9                    |
| 001 | 1     | An Unearthly Child      | « The Forest of Fear »          | Anthony Coburn                               | Waris Hussein     | 7 décembre 1963                   | A    | 6,9                    |
| 001 | 1     | An Unearthly Child      | « The Firemaker »               | Anthony Coburn                               | Waris Hussein     | 14 décembre 1963                  | A    | 6,4                    |
| 002 | 2     | The Daleks              | « The Dead Planet »             | Terry Nation                                 | Christopher Barry | 21 décembre 1963                  | B    | 6,9                    |
| 002 | 2     | The Daleks              | « The Survivors »               | Terry Nation                                 | Christopher Barry | 28 décembre 1963                  | B    | 6,4                    |
| 002 | 2     | The Daleks              | « The Escape »                  | Terry Nation                                 | Richard Martin    | 4 janvier 1964                    | B    | 8,9                    |
| 002 | 2     | The Daleks              | « The Ambush »                  | Terry Nation                                 | Christopher Barry | 11 janvier 1964                   | B    | 9,9                    |
| 002 | 2     | The Daleks              | « The Expedition »              | Terry Nation                                 | Christopher Barry | 18 janvier 1964                   | B    | 9,9                    |
| 002 | 2     | The Daleks              | « The Ordeal »                  | Terry Nation                                 | Richard Martin    | 25 janvier 1964                   | B    | 10,4                   |
| 002 | 2     | The Daleks              | « The Rescue »                  | Terry Nation                                 | Richard Martin    | 1er février 1964                  | B    | 10,4                   |
| 003 | 3     | The Edge of Destruction | « The Edge of Destruction »     | David Whitaker                               | Richard Martin    | 8 février 1964                    | C    | 10,4                   |
| 003 | 3     | The Edge of Destruction | « The Brink of Disaster »       | David Whitaker                               | Frank Cox         | 15 février 1964                   | C    | 9,9                    |
| 004 | 4     | Marco Polo              | « The Roof of the World »       | John Lucarotti                               | Waris Hussein     | 22 février 1964                   | D    | 9,4                    |
| 004 | 4     | Marco Polo              | « The Singing Sands »           | John Lucarotti                               | Waris Hussein     | 29 février 1964                   | D    | 9,4                    |
| 004 | 4     | Marco Polo              | « Five Hundred Eyes »           | John Lucarotti                               | Waris Hussein     | 7 mars 1964                       | D    | 9,4                    |
| 004 | 4     | Marco Polo              | « The Wall of Lies »            | John Lucarotti                               | John Crockett     | 14 mars 1964                      | D    | 9,9                    |
| 004 | 4     | Marco Polo              | « Rider from Shang-Tu »         | John Lucarotti                               | Waris Hussein     | 21 mars 1964                      | D    | 9,4                    |
| 004 | 4     | Marco Polo              | « Mighty Kublai Khan »          | John Lucarotti                               | Waris Hussein     | 28 mars 1964                      | D    | 8,4                    |
| 004 | 4     | Marco Polo              | « Assassin at Peking »          | John Lucarotti                               | Waris Hussein     | 4 avril 1964                      | D    | 10,4                   |
| 005 | 5     | The Keys of Marinus     | « The Sea of Death »            | Terry Nation                                 | John Gorrie       | 11 avril 1964                     | E    | 9,9                    |
| 005 | 5     | The Keys of Marinus     | « The Velvet Web »              | Terry Nation                                 | John Gorrie       | 18 avril 1964                     | E    | 9,4                    |
| 005 | 5     | The Keys of Marinus     | « The Screaming Jungle »        | Terry Nation                                 | John Gorrie       | 25 avril 1964                     | E    | 9,9                    |
| 005 | 5     | The Keys of Marinus     | « The Snows of Terror »         | Terry Nation                                 | John Gorrie       | 2 mai 1964                        | E    | 10,4                   |
| 005 | 5     | The Keys of Marinus     | « Sentence of Death »           | Terry Nation                                 | John Gorrie       | 9 mai 1964                        | E    | 7,9                    |
| 005 | 5     | The Keys of Marinus     | « The Keys of Marinus »         | Terry Nation                                 | John Gorrie       | 16 mai 1964                       | E    | 6,9                    |
| 006 | 6     | The Aztecs              | « The Temple of Evil »          | John Lucarotti                               | John Crockett     | 23 mai 1964                       | F    | 7,4                    |
| 006 | 6     | The Aztecs              | « The Warriors of Death »       | John Lucarotti                               | John Crockett     | 30 mai 1964                       | F    | 7,4                    |
| 006 | 6     | The Aztecs              | « The Bride of Sacrifice »      | John Lucarotti                               | John Crockett     | 6 juin 1964                       | F    | 7,9                    |
| 006 | 6     | The Aztecs              | « The Day of Darkness »         | John Lucarotti                               | John Crockett     | 13 juin 1964                      | F    | 7,4                    |
| 007 | 7     | The Sensorites          | « Strangers in Space »          | Peter R. Newman                              | Mervyn Pinfield   | 20 juin 1964                      | G    | 7,9                    |
| 007 | 7     | The Sensorites          | « The Unwilling Warriors »      | Peter R. Newman                              | Mervyn Pinfield   | 27 juin 1964                      | G    | 6,9                    |
| 007 | 7     | The Sensorites          | « Hidden Danger »               | Peter R. Newman                              | Mervyn Pinfield   | 11 juillet 1964                   | G    | 7,4                    |
| 007 | 7     | The Sensorites          | « A Race Against Death »        | Peter R. Newman                              | Mervyn Pinfield   | 18 juillet 1964                   | G    | 5,5                    |
| 007 | 7     | The Sensorites          | « Kidnap »                      | Peter R. Newman                              | Frank Cox         | 25 juillet 1964                   | G    | 6,9                    |
| 007 | 7     | The Sensorites          | « A Desperate Venture »         | Peter R. Newman                              | Frank Cox         | 1er août 1964                     | G    | 6,9                    |
| 008 | 8     | The Reign of Terror     | « A Land of Fear »              | Dennis Spooner                               | Henric Hirsch     | 8 août 1964                       | H    | 6,9                    |
| 008 | 8     | The Reign of Terror     | « Guests of Madame Guillotine » | Dennis Spooner                               | Henric Hirsch     | 15 août 1964                      | H    | 6,9                    |
| 008 | 8     | The Reign of Terror     | « A Change of Identity »        | Dennis Spooner                               | Henric Hirsch     | 22 août 1964                      | H    | 6,9                    |
| 008 | 8     | The Reign of Terror     | « The Tyrant of France »        | Dennis Spooner                               | Henric Hirsch     | 29 août 1964                      | H    | 6,4                    |
| 008 | 8     | The Reign of Terror     | « A Bargain of Necessity »      | Dennis Spooner                               | Henric Hirsch     | 5 septembre 1964                  | H    | 6,9                    |
| 008 | 8     | The Reign of Terror     | « Prisoners of Conciergerie »   | Dennis Spooner                               | Henric Hirsch     | 12 septembre 1964                 | H    | 6,4                    |

 : Épisodes perdus
 : Épisodes perdus reconstruits en animation

### 2esaison(1964-1965)
Cette saison a vu le départ de Carole Ann Ford dans le rôle de Susan Foreman dans The Dalek Invasion of Earth, remplacée par Maureen O'Brien dans le rôle de Vicki dans The Rescue. William Russell et Jacqueline Hill ont également quitté leurs rôles respectifs de Ian Chesterton et Barbara Wright dans The Chase, remplacés par Peter Purves dans le rôle de Steven Taylor.
| N°  | Part. | Titre de l'arc              | Titre des épisodes          | Scénario       | Réalisation       | Première diffusion au Royaume-Uni | Code | Audience (en millions) |
| --- | ----- | --------------------------- | --------------------------- | -------------- | ----------------- | --------------------------------- | ---- | ---------------------- |
| 009 | 1     | Planet of Giants            | « Planet of Giants »        | Louis Marks    | Mervyn Pinfield   | 31 octobre 1964                   | J    | 8,4                    |
| 009 | 1     | Planet of Giants            | « Dangerous Journey »       | Louis Marks    | Mervyn Pinfield   | 7 novembre 1964                   | J    | 8,4                    |
| 009 | 1     | Planet of Giants            | « Crisis »                  | Louis Marks    | Douglas Camfield  | 14 novembre 1964                  | J    | 8,9                    |
| 010 | 2     | The Dalek Invasion of Earth | « The World's End »         | Terry Nation   | Richard Martin    | 21 novembre 1964                  | K    | 11,4                   |
| 010 | 2     | The Dalek Invasion of Earth | « The Daleks »              | Terry Nation   | Richard Martin    | 28 novembre 1964                  | K    | 12,4                   |
| 010 | 2     | The Dalek Invasion of Earth | « Day of Reckoning »        | Terry Nation   | Richard Martin    | 5 décembre 1964                   | K    | 11,9                   |
| 010 | 2     | The Dalek Invasion of Earth | « The End of Tomorrow »     | Terry Nation   | Richard Martin    | 12 décembre 1964                  | K    | 11,9                   |
| 010 | 2     | The Dalek Invasion of Earth | « The Waking Ally »         | Terry Nation   | Richard Martin    | 19 décembre 1964                  | K    | 11,4                   |
| 010 | 2     | The Dalek Invasion of Earth | « Flashpoint »              | Terry Nation   | Richard Martin    | 26 décembre 1964                  | K    | 12,4                   |
| 011 | 3     | The Rescue                  | « The Powerful Enemy »      | David Whitaker | Christopher Barry | 2 janvier 1965                    | L    | 12                     |
| 011 | 3     | The Rescue                  | « Desperate Measures »      | David Whitaker | Christopher Barry | 9 janvier 1965                    | L    | 13                     |
| 012 | 4     | The Romans                  | « The Slave Traders »       | Dennis Spooner | Christopher Barry | 16 janvier 1965                   | M    | 13                     |
| 012 | 4     | The Romans                  | « All Roads Lead to Rome »  | Dennis Spooner | Christopher Barry | 23 janvier 1965                   | M    | 11,5                   |
| 012 | 4     | The Romans                  | « Conspiracy »              | Dennis Spooner | Christopher Barry | 30 janvier 1965                   | M    | 10                     |
| 012 | 4     | The Romans                  | « Inferno »                 | Dennis Spooner | Christopher Barry | 6 février 1965                    | M    | 12                     |
| 013 | 5     | The Web Planet              | « The Web Planet »          | Bill Strutton  | Richard Martin    | 13 février 1965                   | N    | 13,5                   |
| 013 | 5     | The Web Planet              | « The Zarbi »               | Bill Strutton  | Richard Martin    | 20 février 1965                   | N    | 12,5                   |
| 013 | 5     | The Web Planet              | « Escape to Danger »        | Bill Strutton  | Richard Martin    | 27 février 1965                   | N    | 12,5                   |
| 013 | 5     | The Web Planet              | « Crater of Needles »       | Bill Strutton  | Richard Martin    | 6 mars 1965                       | N    | 13                     |
| 013 | 5     | The Web Planet              | « Invasion »                | Bill Strutton  | Richard Martin    | 13 mars 1965                      | N    | 12                     |
| 013 | 5     | The Web Planet              | « The Centre »              | Bill Strutton  | Richard Martin    | 20 mars 1965                      | N    | 11,5                   |
| 014 | 6     | The Crusade                 | « The Lion »                | David Whitaker | Douglas Camfield  | 27 mars 1965                      | P    | 10,5                   |
| 014 | 6     | The Crusade                 | « The Knight of Jaffa »     | David Whitaker | Douglas Camfield  | 3 avril 1965                      | P    | 8,5                    |
| 014 | 6     | The Crusade                 | « The Wheel of Fortune »    | David Whitaker | Douglas Camfield  | 10 avril 1965                     | P    | 9                      |
| 014 | 6     | The Crusade                 | « The Warlords »            | David Whitaker | Douglas Camfield  | 17 avril 1965                     | P    | 9,5                    |
| 015 | 7     | The Space Museum            | « The Space Museum »        | Glyn Jones     | Mervyn Pinfield   | 24 avril 1965                     | Q    | 10,5                   |
| 015 | 7     | The Space Museum            | « The Dimensions of Time »  | Glyn Jones     | Mervyn Pinfield   | 1er mai 1965                      | Q    | 9,2                    |
| 015 | 7     | The Space Museum            | « The Search »              | Glyn Jones     | Mervyn Pinfield   | 8 mai 1965                        | Q    | 8,5                    |
| 015 | 7     | The Space Museum            | « The Final Phase »         | Glyn Jones     | Mervyn Pinfield   | 15 mai 1965                       | Q    | 8,5                    |
| 016 | 8     | The Chase                   | « The Executioners »        | Terry Nation   | Richard Martin    | 22 mai 1965                       | R    | 10                     |
| 016 | 8     | The Chase                   | « The Death of Time »       | Terry Nation   | Richard Martin    | 29 mai 1965                       | R    | 9,5                    |
| 016 | 8     | The Chase                   | « Flight Through Eternity » | Terry Nation   | Richard Martin    | 5 juin 1965                       | R    | 9                      |
| 016 | 8     | The Chase                   | « Journey Into Terror »     | Terry Nation   | Richard Martin    | 12 juin 1965                      | R    | 9,5                    |
| 016 | 8     | The Chase                   | « The Death of Doctor Who » | Terry Nation   | Richard Martin    | 19 juin 1965                      | R    | 9                      |
| 016 | 8     | The Chase                   | « The Planet of Decision »  | Terry Nation   | Richard Martin    | 26 juin 1965                      | R    | 9,5                    |
| 017 | 9     | The Time Meddler            | « The Watcher »             | Dennis Spooner | Douglas Camfield  | 3 juillet 1965                    | S    | 8,9                    |
| 017 | 9     | The Time Meddler            | « The Meddling Monk »       | Dennis Spooner | Douglas Camfield  | 10 juillet 1965                   | S    | 8,8                    |
| 017 | 9     | The Time Meddler            | « A Battle of Wits »        | Dennis Spooner | Douglas Camfield  | 17 juillet 1965                   | S    | 7,7                    |
| 017 | 9     | The Time Meddler            | « Checkmate »               | Dennis Spooner | Douglas Camfield  | 24 juillet 1965                   | S    | 8,3                    |

 : Épisodes perdus

### 3esaison(1965-1966)
Maureen O'Brien a quitté le rôle de Vicki dans The Myth Makers, remplacé par Adrienne Hill dans le rôle de Katarina, puis plus tard par Jackie Lane dans le rôle de Dodo Chaplet. The Savages a marqué la dernière apparition de Steven Taylor et The War Machines a présenté les compagnons Ben Jackson et Polly. La pratique consistant à donner à chaque épisode un titre différent a été abandonnée après The Gunfighters, vers la fin de la saison.
| N°  | Part. | Titre de l'arc                       | Titre des épisodes              | Scénario                                            | Réalisation           | Première diffusion au Royaume-Uni | Code | Audience (en millions) |
| --- | ----- | ------------------------------------ | ------------------------------- | --------------------------------------------------- | --------------------- | --------------------------------- | ---- | ---------------------- |
| 018 | 1     | Galaxy 4                             | « Four Hundred Dawns »          | William Emms                                        | Derek Martinus        | 11 septembre 1965                 | T    | 9                      |
| 018 | 1     | Galaxy 4                             | « Trap of Steel »               | William Emms                                        | Derek Martinus        | 18 septembre 1965                 | T    | 9,5                    |
| 018 | 1     | Galaxy 4                             | « Air Lock »                    | William Emms                                        | Derek Martinus        | 25 septembre 1965                 | T    | 11,3                   |
| 018 | 1     | Galaxy 4                             | « The Exploding Planet »        | William Emms                                        | Derek Martinus        | 2 octobre 1965                    | T    | 9,9                    |
| 019 | 2     | Mission to the Unknown               | NC                              | Terry Nation                                        | Derek Martinus        | 9 octobre 1965                    | T/A  | 8,3                    |
| 020 | 3     | The Myth Makers                      | « Temple of Secrets »           | Donald Cotton                                       | Michael Leeston-Smith | 16 octobre 1965                   | U    | 8,3                    |
| 020 | 3     | The Myth Makers                      | « Small Prophet, Quick Return » | Donald Cotton                                       | Michael Leeston-Smith | 23 octobre 1965                   | U    | 8,1                    |
| 020 | 3     | The Myth Makers                      | « Death of a Spy »              | Donald Cotton                                       | Michael Leeston-Smith | 30 octobre 1965                   | U    | 8,7                    |
| 020 | 3     | The Myth Makers                      | « Horse of Destruction »        | Donald Cotton                                       | Michael Leeston-Smith | 6 novembre 1965                   | U    | 8,3                    |
| 021 | 4     | The Daleks' Master Plan              | « The Nightmare Begins »        | Terry Nation                                        | Douglas Camfield      | 13 novembre 1965                  | V    | 9,1                    |
| 021 | 4     | The Daleks' Master Plan              | « Day of Armageddon »           | Terry Nation                                        | Douglas Camfield      | 20 novembre 1965                  | V    | 9,8                    |
| 021 | 4     | The Daleks' Master Plan              | « Devil's Planet »              | Terry Nation                                        | Douglas Camfield      | 27 novembre 1965                  | V    | 10,3                   |
| 021 | 4     | The Daleks' Master Plan              | « The Traitors »                | Terry Nation                                        | Douglas Camfield      | 4 décembre 1965                   | V    | 9,5                    |
| 021 | 4     | The Daleks' Master Plan              | « Counter Plot »                | Terry Nation                                        | Douglas Camfield      | 11 décembre 1965                  | V    | 9,9                    |
| 021 | 4     | The Daleks' Master Plan              | « Coronas of the Sun »          | Dennis Spooner                                      | Douglas Camfield      | 18 décembre 1965                  | V    | 9,1                    |
| 021 | 4     | The Daleks' Master Plan              | « The Feast of Steven »         | Terry Nation                                        | Douglas Camfield      | 25 décembre 1965                  | V    | 7,9                    |
| 021 | 4     | The Daleks' Master Plan              | « Volcano »                     | Dennis Spooner                                      | Douglas Camfield      | 1er janvier 1966                  | V    | 9,6                    |
| 021 | 4     | The Daleks' Master Plan              | « Golden Death »                | Dennis Spooner                                      | Douglas Camfield      | 8 janvier 1966                    | V    | 9,2                    |
| 021 | 4     | The Daleks' Master Plan              | « Escape Switch »               | Dennis Spooner                                      | Douglas Camfield      | 15 janvier 1966                   | V    | 9,5                    |
| 021 | 4     | The Daleks' Master Plan              | « The Abandonned Planet »       | Dennis Spooner                                      | Douglas Camfield      | 22 janvier 1966                   | V    | 9,8                    |
| 021 | 4     | The Daleks' Master Plan              | « The Destruction of Time »     | Dennis Spooner                                      | Douglas Camfield      | 29 janvier 1966                   | V    | 8,6                    |
| 022 | 5     | The Massacre of St Bartholomew's Eve | « War of God »                  | John Lucarotti                                      | Paddy Russell         | 5 février 1966                    | W    | 8                      |
| 022 | 5     | The Massacre of St Bartholomew's Eve | « The Sea Beggar »              | John Lucarotti                                      | Paddy Russell         | 12 février 1966                   | W    | 6                      |
| 022 | 5     | The Massacre of St Bartholomew's Eve | « Priest of Death »             | John Lucarotti                                      | Paddy Russell         | 19 février 1966                   | W    | 5,9                    |
| 022 | 5     | The Massacre of St Bartholomew's Eve | « Bell of Doom »                | John Lucarotti et Donald Tosh                       | Paddy Russell         | 26 février 1966                   | W    | 5,8                    |
| 023 | 6     | The Ark                              | « The Steel Sky »               | Paul Erickson et Lesley Scott                       | Michael Imison        | 5 mars 1966                       | X    | 5,5                    |
| 023 | 6     | The Ark                              | « The Plague »                  | Paul Erickson et Lesley Scott                       | Michael Imison        | 12 mars 1966                      | X    | 6,9                    |
| 023 | 6     | The Ark                              | « The Return »                  | Paul Erickson et Lesley Scott                       | Michael Imison        | 19 mars 1966                      | X    | 6,2                    |
| 023 | 6     | The Ark                              | « The Bomb »                    | Paul Erickson et Lesley Scott                       | Michael Imison        | 26 mars 1966                      | X    | 7,3                    |
| 024 | 7     | The Celestial Toymaker               | « The Celestial Toyroom »       | Brian Hayles et Donald Tosh (non-crédité)           | Bill Sellars          | 2 avril 1966                      | Y    | 8                      |
| 024 | 7     | The Celestial Toymaker               | « The Hall of Dolls »           | Brian Hayles et Donald Tosh (non-crédité)           | Bill Sellars          | 9 avril 1966                      | Y    | 8                      |
| 024 | 7     | The Celestial Toymaker               | « The Dancing Floor »           | Brian Hayles et Donald Tosh (non-crédité)           | Bill Sellars          | 16 avril 1966                     | Y    | 9,4                    |
| 024 | 7     | The Celestial Toymaker               | « The Final Test »              | Brian Hayles et Donald Tosh (non-crédité)           | Bill Sellars          | 23 avril 1966                     | Y    | 7,8                    |
| 025 | 8     | The Gunfighters                      | « A Holiday for the Doctor »    | Donald Cotton                                       | Rex Tucker            | 30 avril 1966                     | Z    | 6,5                    |
| 025 | 8     | The Gunfighters                      | « Don't Shoot the Pianist »     | Donald Cotton                                       | Rex Tucker            | 7 mai 1966                        | Z    | 6,6                    |
| 025 | 8     | The Gunfighters                      | « Johnny Ringo »                | Donald Cotton                                       | Rex Tucker            | 14 mai 1966                       | Z    | 6,2                    |
| 025 | 8     | The Gunfighters                      | « The O. K. Corral »            | Donald Cotton                                       | Rex Tucker            | 21 mai 1966                       | Z    | 5,7                    |
| 026 | 9     | The Savages                          | « Episode 1 »                   | Ian Stuart Black                                    | Christopher Barry     | 28 mai 1966                       | AA   | 4,8                    |
| 026 | 9     | The Savages                          | « Episode 2 »                   | Ian Stuart Black                                    | Christopher Barry     | 4 juin 1966                       | AA   | 5,6                    |
| 026 | 9     | The Savages                          | « Episode 3 »                   | Ian Stuart Black                                    | Christopher Barry     | 11 juin 1966                      | AA   | 5                      |
| 026 | 9     | The Savages                          | « Episode 4 »                   | Ian Stuart Black                                    | Christopher Barry     | 18 juin 1966                      | AA   | 4,5                    |
| 027 | 10    | The War Machines                     | « Episode 1 »                   | Ian Stuart Black d'après une histoire de Kit Pedler | Michael Ferguson      | 25 juin 1966                      | BB   | 5,4                    |
| 027 | 10    | The War Machines                     | « Episode 2 »                   | Ian Stuart Black d'après une histoire de Kit Pedler | Michael Ferguson      | 2 juillet 1966                    | BB   | 4,7                    |
| 027 | 10    | The War Machines                     | « Episode 3 »                   | Ian Stuart Black d'après une histoire de Kit Pedler | Michael Ferguson      | 9 juillet 1966                    | BB   | 5,3                    |
| 027 | 10    | The War Machines                     | « Episode 4 »                   | Ian Stuart Black d'après une histoire de Kit Pedler | Michael Ferguson      | 16 juillet 1966                   | BB   | 5,5                    |

 : Épisodes perdus
 : Épisodes perdus reconstruits en animation

### 4esaison(1966-1967)
The Smugglers et The Tenth Planet ont été les derniers arcs à mettre en vedette le Premier Docteur, sa régénération vers le Deuxième Docteur se produisant dans ce dernier. C'est également la saison avec le plus d'épisodes manquants, aucun arc n'existant dans son intégralité.
| N°  | Part. | Titre de l'arc   | Titre des épisodes | Scénario                  | Réalisation    | Première diffusion au Royaume-Uni | Code | Audience (en millions) |
| --- | ----- | ---------------- | ------------------ | ------------------------- | -------------- | --------------------------------- | ---- | ---------------------- |
| 028 | 1     | The Smugglers    | « Episode 1 »      | Brian Hayles              | Julia Smith    | 10 septembre 1966                 | CC   | 4,3                    |
| 028 | 1     | The Smugglers    | « Episode 2 »      | Brian Hayles              | Julia Smith    | 17 septembre 1966                 | CC   | 4,9                    |
| 028 | 1     | The Smugglers    | « Episode 3 »      | Brian Hayles              | Julia Smith    | 24 septembre 1966                 | CC   | 4,2                    |
| 028 | 1     | The Smugglers    | « Episode 4 »      | Brian Hayles              | Julia Smith    | 1er octobre 1966                  | CC   | 4,5                    |
| 029 | 2     | The Tenth Planet | « Episode 1 »      | Kit Pedler                | Derek Martinus | 8 octobre 1966                    | DD   | 5,5                    |
| 029 | 2     | The Tenth Planet | « Episode 2 »      | Kit Pedler                | Derek Martinus | 15 octobre 1966                   | DD   | 6,4                    |
| 029 | 2     | The Tenth Planet | « Episode 3 »      | Kit Pedler et Gerry Davis | Derek Martinus | 22 octobre 1966                   | DD   | 7,6                    |
| 029 | 2     | The Tenth Planet | « Episode 4 »      | Kit Pedler et Gerry Davis | Derek Martinus | 29 octobre 1966                   | DD   | 7,5                    |

 : Épisodes perdus
 : Épisodes perdus reconstruits en animation

## Deuxième Docteur(1966-1969)
Le Deuxième Docteur a été interprété par Patrick Troughton, dont les arcs étaient plus orientées vers l'action que celles de son prédécesseur. De plus, après The Highlanders, les histoires se sont éloignées des histoires purement historiques qui figuraient pendant le mandat de William Hartnell ; au lieu de cela, tous les contes historiques incluaient également un élément de science-fiction. Patrick Troughton a conservé le rôle jusqu'au dernier épisode de The War Games lorsque des membres de l'espèce du Docteur, les Seigneurs du Temps, l'ont jugé pour avoir enfreint les lois du temps. Le Docteur fut régénéré de force puis exilé sur Terre.

### 4esaison(1966-1967)- Suite
Cette saison a présenté les compagnons Jamie McCrimmon (Frazer Hines) et Victoria Waterfield (Deborah Watling), respectivement dans The Highlanders et The Evil of the Daleks. Ben Jackson et Polly sont partis dans The Faceless Ones.
| N°  | Part. | Titre de l'arc          | Titre des épisodes | Scénario                                      | Réalisation        | Première diffusion au Royaume-Uni | Code | Audience (en millions) |
| --- | ----- | ----------------------- | ------------------ | --------------------------------------------- | ------------------ | --------------------------------- | ---- | ---------------------- |
| 030 | 3     | The Power of the Daleks | « Episode One »    | David Whitaker et Denis Spooner (non-crédité) | Christopher Barry  | 5 novembre 1966                   | EE   | 7,9                    |
| 030 | 3     | The Power of the Daleks | « Episode Two »    | David Whitaker et Denis Spooner (non-crédité) | Christopher Barry  | 12 novembre 1966                  | EE   | 7,8                    |
| 030 | 3     | The Power of the Daleks | « Episode Three »  | David Whitaker et Denis Spooner (non-crédité) | Christopher Barry  | 19 novembre 1966                  | EE   | 7,5                    |
| 030 | 3     | The Power of the Daleks | « Episode Four »   | David Whitaker et Denis Spooner (non-crédité) | Christopher Barry  | 26 novembre 1966                  | EE   | 7,8                    |
| 030 | 3     | The Power of the Daleks | « Episode Five »   | David Whitaker et Denis Spooner (non-crédité) | Christopher Barry  | 3 décembre 1966                   | EE   | 8                      |
| 030 | 3     | The Power of the Daleks | « Episode Six »    | David Whitaker et Denis Spooner (non-crédité) | Christopher Barry  | 10 décembre 1966                  | EE   | 7,8                    |
| 031 | 4     | The Highlanders         | « Episode 1 »      | Elwyn Jones et Gerry Davis                    | Hugh David         | 17 décembre 1966                  | FF   | 6,7                    |
| 031 | 4     | The Highlanders         | « Episode 2 »      | Elwyn Jones et Gerry Davis                    | Hugh David         | 24 décembre 1966                  | FF   | 6,8                    |
| 031 | 4     | The Highlanders         | « Episode 3 »      | Elwyn Jones et Gerry Davis                    | Hugh David         | 31 décembre 1966                  | FF   | 7,4                    |
| 031 | 4     | The Highlanders         | « Episode 4 »      | Elwyn Jones et Gerry Davis                    | Hugh David         | 7 janvier 1967                    | FF   | 7,3                    |
| 032 | 5     | The Underwater Menace   | « Episode 1 »      | Geoffrey Orme                                 | Julia Smith        | 14 janvier 1967                   | GG   | 8,3                    |
| 032 | 5     | The Underwater Menace   | « Episode 2 »      | Geoffrey Orme                                 | Julia Smith        | 21 janvier 1967                   | GG   | 7,5                    |
| 032 | 5     | The Underwater Menace   | « Episode 3 »      | Geoffrey Orme                                 | Julia Smith        | 28 janvier 1967                   | GG   | 7,1                    |
| 032 | 5     | The Underwater Menace   | « Episode 4 »      | Geoffrey Orme                                 | Julia Smith        | 4 février 1967                    | GG   | 7                      |
| 033 | 6     | The Moonbase            | « Episode 1 »      | Kit Pedler                                    | Morris Barry       | 11 février 1967                   | HH   | 8,1                    |
| 033 | 6     | The Moonbase            | « Episode 2 »      | Kit Pedler                                    | Morris Barry       | 18 février 1967                   | HH   | 8,9                    |
| 033 | 6     | The Moonbase            | « Episode 3 »      | Kit Pedler                                    | Morris Barry       | 25 février 1967                   | HH   | 8,2                    |
| 033 | 6     | The Moonbase            | « Episode 4 »      | Kit Pedler                                    | Morris Barry       | 4 mars 1967                       | HH   | 8,1                    |
| 034 | 7     | The Macra Terror        | « Episode 1 »      | Ian Stuart Black                              | John Howard Davies | 11 mars 1967                      | JJ   | 8                      |
| 034 | 7     | The Macra Terror        | « Episode 2 »      | Ian Stuart Black                              | John Howard Davies | 18 mars 1967                      | JJ   | 7,9                    |
| 034 | 7     | The Macra Terror        | « Episode 3 »      | Ian Stuart Black                              | John Howard Davies | 25 mars 1967                      | JJ   | 8,5                    |
| 034 | 7     | The Macra Terror        | « Episode 4 »      | Ian Stuart Black                              | John Howard Davies | 1er avril 1967                    | JJ   | 8,4                    |
| 035 | 8     | The Faceless Ones       | « Episode 1 »      | David Ellis et Malcolm Hulke                  | Gerry Mill         | 8 avril 1967                      | KK   | 8                      |
| 035 | 8     | The Faceless Ones       | « Episode 2 »      | David Ellis et Malcolm Hulke                  | Gerry Mill         | 15 avril 1967                     | KK   | 6,4                    |
| 035 | 8     | The Faceless Ones       | « Episode 3 »      | David Ellis et Malcolm Hulke                  | Gerry Mill         | 22 avril 1967                     | KK   | 7,9                    |
| 035 | 8     | The Faceless Ones       | « Episode 4 »      | David Ellis et Malcolm Hulke                  | Gerry Mill         | 29 avril 1967                     | KK   | 6,9                    |
| 035 | 8     | The Faceless Ones       | « Episode 5 »      | David Ellis et Malcolm Hulke                  | Gerry Mill         | 6 mai 1967                        | KK   | 7,1                    |
| 035 | 8     | The Faceless Ones       | « Episode 6 »      | David Ellis et Malcolm Hulke                  | Gerry Mill         | 13 mai 1967                       | KK   | 8                      |
| 036 | 9     | The Evil of the Daleks  | « Episode 1 »      | David Whitaker                                | Derek Martinus     | 20 mai 1967                       | LL   | 8,1                    |
| 036 | 9     | The Evil of the Daleks  | « Episode 2 »      | David Whitaker                                | Derek Martinus     | 27 mai 1967                       | LL   | 7,5                    |
| 036 | 9     | The Evil of the Daleks  | « Episode 3 »      | David Whitaker                                | Derek Martinus     | 3 juin 1967                       | LL   | 6,1                    |
| 036 | 9     | The Evil of the Daleks  | « Episode 4 »      | David Whitaker                                | Derek Martinus     | 10 juin 1967                      | LL   | 5,3                    |
| 036 | 9     | The Evil of the Daleks  | « Episode 5 »      | David Whitaker                                | Derek Martinus     | 17 juin 1967                      | LL   | 5,1                    |
| 036 | 9     | The Evil of the Daleks  | « Episode 6 »      | David Whitaker                                | Derek Martinus     | 24 juin 1967                      | LL   | 6,8                    |
| 036 | 9     | The Evil of the Daleks  | « Episode 7 »      | David Whitaker                                | Derek Martinus     | 1er juillet 1967                  | LL   | 6,1                    |

 : Épisodes perdus
 : Épisodes perdus reconstruits en animation

### 5esaison(1967-1968)
Cette saison a vu le départ de Deborah Watling dans le rôle de Victoria Waterfield et les premières apparitions de Wendy Padbury et Nicholas Courtney dans le rôle de Zoe Heriot et du Brigadier Lethbridge-Stewart, respectivement.
| N°  | Part. | Titre de l'arc           | Titre des épisodes | Scénario                                          | Réalisation         | Première diffusion au Royaume-Uni | Code | Audience (en millions) |
| --- | ----- | ------------------------ | ------------------ | ------------------------------------------------- | ------------------- | --------------------------------- | ---- | ---------------------- |
| 037 | 1     | The Tomb of the Cybermen | « Episode 1 »      | Kit Pedler et Gerry Davis                         | Morris Barry        | 2 septembre 1967                  | MM   | 6                      |
| 037 | 1     | The Tomb of the Cybermen | « Episode 2 »      | Kit Pedler et Gerry Davis                         | Morris Barry        | 9 septembre 1967                  | MM   | 6,4                    |
| 037 | 1     | The Tomb of the Cybermen | « Episode 3 »      | Kit Pedler et Gerry Davis                         | Morris Barry        | 16 septembre 1967                 | MM   | 7,2                    |
| 037 | 1     | The Tomb of the Cybermen | « Episode 4 »      | Kit Pedler et Gerry Davis                         | Morris Barry        | 23 septembre 1967                 | MM   | 7,4                    |
| 038 | 2     | The Abominable Snowmen   | « Episode One »    | Mervyn Haisman et Henry Lincoln                   | Gerald Blake        | 30 septembre 1967                 | NN   | 6,3                    |
| 038 | 2     | The Abominable Snowmen   | « Episode Two »    | Mervyn Haisman et Henry Lincoln                   | Gerald Blake        | 7 octobre 1967                    | NN   | 6                      |
| 038 | 2     | The Abominable Snowmen   | « Episode Three »  | Mervyn Haisman et Henry Lincoln                   | Gerald Blake        | 14 octobre 1967                   | NN   | 7,1                    |
| 038 | 2     | The Abominable Snowmen   | « Episode Four »   | Mervyn Haisman et Henry Lincoln                   | Gerald Blake        | 21 octobre 1967                   | NN   | 7,1                    |
| 038 | 2     | The Abominable Snowmen   | « Episode Five »   | Mervyn Haisman et Henry Lincoln                   | Gerald Blake        | 28 octobre 1967                   | NN   | 7,2                    |
| 038 | 2     | The Abominable Snowmen   | « Episode Six »    | Mervyn Haisman et Henry Lincoln                   | Gerald Blake        | 4 novembre 1967                   | NN   | 7,4                    |
| 039 | 3     | The Ice Warriors         | « One »            | Brian Hayles                                      | Derek Martinus      | 11 novembre 1967                  | OO   | 6,7                    |
| 039 | 3     | The Ice Warriors         | « Two »            | Brian Hayles                                      | Derek Martinus      | 18 novembre 1967                  | OO   | 7,1                    |
| 039 | 3     | The Ice Warriors         | « Three »          | Brian Hayles                                      | Derek Martinus      | 25 novembre 1967                  | OO   | 7,4                    |
| 039 | 3     | The Ice Warriors         | « Four »           | Brian Hayles                                      | Derek Martinus      | 2 décembre 1967                   | OO   | 7,3                    |
| 039 | 3     | The Ice Warriors         | « Five »           | Brian Hayles                                      | Derek Martinus      | 9 décembre 1967                   | OO   | 8                      |
| 039 | 3     | The Ice Warriors         | « Six »            | Brian Hayles                                      | Derek Martinus      | 16 décembre 1967                  | OO   | 7,5                    |
| 040 | 4     | The Enemy of the World   | « Episode 1 »      | David Whitaker                                    | Barry Letts         | 23 décembre 1967                  | PP   | 6,8                    |
| 040 | 4     | The Enemy of the World   | « Episode 2 »      | David Whitaker                                    | Barry Letts         | 30 décembre 1967                  | PP   | 7,6                    |
| 040 | 4     | The Enemy of the World   | « Episode 3 »      | David Whitaker                                    | Barry Letts         | 6 janvier 1968                    | PP   | 7,1                    |
| 040 | 4     | The Enemy of the World   | « Episode 4 »      | David Whitaker                                    | Barry Letts         | 13 janvier 1968                   | PP   | 7,8                    |
| 040 | 4     | The Enemy of the World   | « Episode 5 »      | David Whitaker                                    | Barry Letts         | 20 janvier 1968                   | PP   | 6,9                    |
| 040 | 4     | The Enemy of the World   | « Episode 6 »      | David Whitaker                                    | Barry Letts         | 27 janvier 1968                   | PP   | 8,3                    |
| 041 | 5     | The Web of Fear          | « Episode 1 »      | Mervyn Haisman et Henry Lincoln                   | Douglas Camfield    | 3 février 1968                    | QQ   | 7,2                    |
| 041 | 5     | The Web of Fear          | « Episode 2 »      | Mervyn Haisman et Henry Lincoln                   | Douglas Camfield    | 10 février 1968                   | QQ   | 6,8                    |
| 041 | 5     | The Web of Fear          | « Episode 3 »      | Mervyn Haisman et Henry Lincoln                   | Douglas Camfield    | 17 février 1968                   | QQ   | 7                      |
| 041 | 5     | The Web of Fear          | « Episode 4 »      | Mervyn Haisman et Henry Lincoln                   | Douglas Camfield    | 24 février 1968                   | QQ   | 8,4                    |
| 041 | 5     | The Web of Fear          | « Episode 5 »      | Mervyn Haisman et Henry Lincoln                   | Douglas Camfield    | 2 mars 1968                       | QQ   | 8                      |
| 041 | 5     | The Web of Fear          | « Episode 6 »      | Mervyn Haisman et Henry Lincoln                   | Douglas Camfield    | 9 mars 1968                       | QQ   | 8,3                    |
| 042 | 6     | Fury from the Deep       | « Episode 1 »      | Victor Pemberton                                  | Hugh David          | 16 mars 1968                      | RR   | 8,2                    |
| 042 | 6     | Fury from the Deep       | « Episode 2 »      | Victor Pemberton                                  | Hugh David          | 23 mars 1968                      | RR   | 7,9                    |
| 042 | 6     | Fury from the Deep       | « Episode 3 »      | Victor Pemberton                                  | Hugh David          | 30 mars 1968                      | RR   | 7,7                    |
| 042 | 6     | Fury from the Deep       | « Episode 4 »      | Victor Pemberton                                  | Hugh David          | 6 avril 1968                      | RR   | 6,6                    |
| 042 | 6     | Fury from the Deep       | « Episode 5 »      | Victor Pemberton                                  | Hugh David          | 13 avril 1968                     | RR   | 5,9                    |
| 042 | 6     | Fury from the Deep       | « Episode 6 »      | Victor Pemberton                                  | Hugh David          | 20 avril 1968                     | RR   | 6,9                    |
| 043 | 7     | The Wheel in Space       | « Episode 1 »      | David Whitaker d'après une histoire de Kit Pedler | Tristan DeVere Cole | 27 avril 1968                     | SS   | 7,2                    |
| 043 | 7     | The Wheel in Space       | « Episode 2 »      | David Whitaker d'après une histoire de Kit Pedler | Tristan DeVere Cole | 4 mai 1968                        | SS   | 6,9                    |
| 043 | 7     | The Wheel in Space       | « Episode 3 »      | David Whitaker d'après une histoire de Kit Pedler | Tristan DeVere Cole | 11 mai 1968                       | SS   | 7,5                    |
| 043 | 7     | The Wheel in Space       | « Episode 4 »      | David Whitaker d'après une histoire de Kit Pedler | Tristan DeVere Cole | 18 mai 1968                       | SS   | 8,6                    |
| 043 | 7     | The Wheel in Space       | « Episode 5 »      | David Whitaker d'après une histoire de Kit Pedler | Tristan DeVere Cole | 25 mai 1968                       | SS   | 6,8                    |
| 043 | 7     | The Wheel in Space       | « Episode 6 »      | David Whitaker d'après une histoire de Kit Pedler | Tristan DeVere Cole | 1er juin 1968                     | SS   | 6,5                    |

 : Épisodes perdus
 : Épisodes perdus reconstruits en animation

### 6esaison(1968-1969)
Frazer Hines et Wendy Padbury sont tous deux partis dans The War Games, aux côtés de Patrick Troughton. C'était la dernière saison de la série à être filmée en noir et blanc.
| N°  | Part. | Titre de l'arc     | Titre des épisodes | Scénario                                           | Réalisation      | Première diffusion au Royaume-Uni | Code | Audience (en millions) |
| --- | ----- | ------------------ | ------------------ | -------------------------------------------------- | ---------------- | --------------------------------- | ---- | ---------------------- |
| 044 | 1     | The Dominators     | « Episode 1 »      | "Norman Ashby" (Mervyn Haisman et Henry Lincoln)   | Morris Barry     | 10 août 1968                      | TT   | 6,1                    |
| 044 | 1     | The Dominators     | « Episode 2 »      | "Norman Ashby" (Mervyn Haisman et Henry Lincoln)   | Morris Barry     | 17 août 1968                      | TT   | 5,9                    |
| 044 | 1     | The Dominators     | [Episode 3]        | "Norman Ashby" (Mervyn Haisman et Henry Lincoln)   | Morris Barry     | 24 août 1968                      | TT   | 5,4                    |
| 044 | 1     | The Dominators     | « Episode 4 »      | "Norman Ashby" (Mervyn Haisman et Henry Lincoln)   | Morris Barry     | 31 août 1968                      | TT   | 7,5                    |
| 044 | 1     | The Dominators     | « Episode 5 »      | "Norman Ashby" (Mervyn Haisman et Henry Lincoln)   | Morris Barry     | 7 septembre 1968                  | TT   | 5,9                    |
| 045 | 2     | The Mind Robber    | « Episode 1 »      | Derrick Sherwin (non-crédité)                      | David Maloney    | 14 septembre 1968                 | UU   | 6,6                    |
| 045 | 2     | The Mind Robber    | « Episode 2 »      | Peter Ling                                         | David Maloney    | 21 septembre 1968                 | UU   | 6,5                    |
| 045 | 2     | The Mind Robber    | « Episode 3 »      | Peter Ling                                         | David Maloney    | 28 septembre 1968                 | UU   | 7,2                    |
| 045 | 2     | The Mind Robber    | « Episode 4 »      | Peter Ling                                         | David Maloney    | 5 octobre 1968                    | UU   | 7,3                    |
| 045 | 2     | The Mind Robber    | « Episode 5 »      | Peter Ling                                         | David Maloney    | 12 octobre 1968                   | UU   | 6,7                    |
| 046 | 3     | The Invasion       | « Episode One »    | Derrick Sherwin d'après une histoire de Kit Pedler | Douglas Camfield | 2 novembre 1968                   | VV   | 7,3                    |
| 046 | 3     | The Invasion       | « Episode Two »    | Derrick Sherwin d'après une histoire de Kit Pedler | Douglas Camfield | 9 novembre 1968                   | VV   | 7,1                    |
| 046 | 3     | The Invasion       | « Episode Three »  | Derrick Sherwin d'après une histoire de Kit Pedler | Douglas Camfield | 16 novembre 1968                  | VV   | 7,1                    |
| 046 | 3     | The Invasion       | « Episode Four »   | Derrick Sherwin d'après une histoire de Kit Pedler | Douglas Camfield | 23 novembre 1968                  | VV   | 6,4                    |
| 046 | 3     | The Invasion       | « Episode Five »   | Derrick Sherwin d'après une histoire de Kit Pedler | Douglas Camfield | 30 novembre 1968                  | VV   | 6,7                    |
| 046 | 3     | The Invasion       | « Episode Six »    | Derrick Sherwin d'après une histoire de Kit Pedler | Douglas Camfield | 7 décembre 1968                   | VV   | 6,5                    |
| 046 | 3     | The Invasion       | « Episode Seven »  | Derrick Sherwin d'après une histoire de Kit Pedler | Douglas Camfield | 14 décembre 1968                  | VV   | 7,2                    |
| 046 | 3     | The Invasion       | « Episode Eight »  | Derrick Sherwin d'après une histoire de Kit Pedler | Douglas Camfield | 21 décembre 1968                  | VV   | 7                      |
| 047 | 4     | The Krotons        | « Episode One »    | Robert Holmes                                      | David Maloney    | 28 décembre 1968                  | WW   | 9                      |
| 047 | 4     | The Krotons        | « Episode Two »    | Robert Holmes                                      | David Maloney    | 4 janvier 1969                    | WW   | 8,4                    |
| 047 | 4     | The Krotons        | « Episode Three »  | Robert Holmes                                      | David Maloney    | 11 janvier 1969                   | WW   | 7,5                    |
| 047 | 4     | The Krotons        | « Episode Four »   | Robert Holmes                                      | David Maloney    | 18 janvier 1969                   | WW   | 7,1                    |
| 048 | 5     | The Seeds of Death | « Episode One »    | Brian Hayles                                       | Michael Ferguson | 25 janvier 1969                   | XX   | 6,6                    |
| 048 | 5     | The Seeds of Death | « Episode Two »    | Brian Hayles                                       | Michael Ferguson | 1er février 1969                  | XX   | 6,8                    |
| 048 | 5     | The Seeds of Death | « Episode Three »  | Brian Hayles et Terrance Dicks (non-crédité)       | Michael Ferguson | 8 février 1969                    | XX   | 7,5                    |
| 048 | 5     | The Seeds of Death | « Episode Four »   | Brian Hayles et Terrance Dicks (non-crédité)       | Michael Ferguson | 15 février 1969                   | XX   | 7,1                    |
| 048 | 5     | The Seeds of Death | « Episode Five »   | Brian Hayles et Terrance Dicks (non-crédité)       | Michael Ferguson | 22 février 1969                   | XX   | 7,6                    |
| 048 | 5     | The Seeds of Death | « Episode Six »    | Brian Hayles et Terrance Dicks (non-crédité)       | Michael Ferguson | 1er mars 1969                     | XX   | 7,7                    |
| 049 | 6     | The Space Pirates  | « Episode One »    | Robert Holmes                                      | Michael Hart     | 8 mars 1969                       | YY   | 5,8                    |
| 049 | 6     | The Space Pirates  | « Episode Two »    | Robert Holmes                                      | Michael Hart     | 15 mars 1969                      | YY   | 6,8                    |
| 049 | 6     | The Space Pirates  | « Episode Three »  | Robert Holmes                                      | Michael Hart     | 22 mars 1969                      | YY   | 6,4                    |
| 049 | 6     | The Space Pirates  | « Episode Four »   | Robert Holmes                                      | Michael Hart     | 29 mars 1969                      | YY   | 5,8                    |
| 049 | 6     | The Space Pirates  | « Episode Five »   | Robert Holmes                                      | Michael Hart     | 5 avril 1969                      | YY   | 5,5                    |
| 049 | 6     | The Space Pirates  | « Episode Six »    | Robert Holmes                                      | Michael Hart     | 12 avril 1969                     | YY   | 5,3                    |
| 050 | 7     | The War Games      | « Episode One »    | Terrance Dicks et Malcolm Hulke                    | David Maloney    | 19 avril 1969                     | ZZ   | 5,5                    |
| 050 | 7     | The War Games      | « Episode Two »    | Terrance Dicks et Malcolm Hulke                    | David Maloney    | 26 avril 1969                     | ZZ   | 6,3                    |
| 050 | 7     | The War Games      | « Episode Three »  | Terrance Dicks et Malcolm Hulke                    | David Maloney    | 3 mai 1969                        | ZZ   | 5,1                    |
| 050 | 7     | The War Games      | « Episode Four »   | Terrance Dicks et Malcolm Hulke                    | David Maloney    | 10 mai 1969                       | ZZ   | 5,7                    |
| 050 | 7     | The War Games      | « Episode Five »   | Terrance Dicks et Malcolm Hulke                    | David Maloney    | 17 mai 1969                       | ZZ   | 5,1                    |
| 050 | 7     | The War Games      | « Episode Six »    | Terrance Dicks et Malcolm Hulke                    | David Maloney    | 24 mai 1969                       | ZZ   | 4,2                    |
| 050 | 7     | The War Games      | « Episode Seven »  | Terrance Dicks et Malcolm Hulke                    | David Maloney    | 31 mai 1969                       | ZZ   | 4,9                    |
| 050 | 7     | The War Games      | « Episode Eight »  | Terrance Dicks et Malcolm Hulke                    | David Maloney    | 7 juin 1969                       | ZZ   | 3,5                    |
| 050 | 7     | The War Games      | « Episode Nine »   | Terrance Dicks et Malcolm Hulke                    | David Maloney    | 14 juin 1969                      | ZZ   | 4,1                    |
| 050 | 7     | The War Games      | « Episode Ten »    | Terrance Dicks et Malcolm Hulke                    | David Maloney    | 21 juin 1969                      | ZZ   | 5                      |

 : Épisodes perdus
 : Épisodes perdus reconstruits en animation

## Troisième Docteur(1970-1974)
Le Troisième Docteur a été interprété par Jon Pertwee. Condamné à l'exil sur Terre et régénéré de force à la fin de The War Games, le Docteur passait son temps à travailler pour UNIT (United Nations Intelligence Taskforce). Après The Three Doctors, les Seigneurs du Temps ont abrogé son exil ; néanmoins, le Docteur travaillait encore de temps en temps en étroite collaboration avec UNIT. Le Troisième Docteur s'est régénéré à la suite d'un empoisonnement aux radiations dans les derniers instants de l'arc Planet of the Spiders.

### 7esaison(1970)
À partir de cette saison, le programme est réalisé en couleur. Pour s'adapter aux nouvelles méthodes de production, le nombre d'épisodes dans une saison a été réduit. Alors que la Saison 6 comptait 44 épisodes, la Saison 7, elle, compte 25 épisodes. Les saisons ont continué à comporter entre 20 et 28 épisodes jusqu'à la Saison 22. Cette saison mettait en vedette la compagne Liz Shaw jouée par Caroline John.
| N°  | Part. | Titre de l'arc               | Titre des épisodes | Scénario                                      | Réalisation                                   | Première diffusion au Royaume-Uni | Code | Audience (en millions) |
| --- | ----- | ---------------------------- | ------------------ | --------------------------------------------- | --------------------------------------------- | --------------------------------- | ---- | ---------------------- |
| 051 | 1     | Spearhead from Space         | « Episode 1 »      | Robert Holmes                                 | Derek Martinus                                | 3 janvier 1970                    | AAA  | 8,4                    |
| 051 | 1     | Spearhead from Space         | « Episode 2 »      | Robert Holmes                                 | Derek Martinus                                | 10 janvier 1970                   | AAA  | 8,1                    |
| 051 | 1     | Spearhead from Space         | « Episode 3 »      | Robert Holmes                                 | Derek Martinus                                | 17 janvier 1970                   | AAA  | 8,3                    |
| 051 | 1     | Spearhead from Space         | « Episode 4 »      | Robert Holmes                                 | Derek Martinus                                | 24 janvier 1970                   | AAA  | 8,1                    |
| 052 | 2     | Doctor Who and the Silurians | « Episode 1 »      | Malcolm Hulke                                 | Timothy Combe                                 | 31 janvier 1970                   | BBB  | 8,8                    |
| 052 | 2     | Doctor Who and the Silurians | « Episode 2 »      | Malcolm Hulke                                 | Timothy Combe                                 | 7 février 1970                    | BBB  | 7,3                    |
| 052 | 2     | Doctor Who and the Silurians | « Episode 3 »      | Malcolm Hulke                                 | Timothy Combe                                 | 14 février 1970                   | BBB  | 7,5                    |
| 052 | 2     | Doctor Who and the Silurians | « Episode 4 »      | Malcolm Hulke                                 | Timothy Combe                                 | 21 février 1970                   | BBB  | 8,2                    |
| 052 | 2     | Doctor Who and the Silurians | « Episode 5 »      | Malcolm Hulke                                 | Timothy Combe                                 | 28 février 1970                   | BBB  | 7,5                    |
| 052 | 2     | Doctor Who and the Silurians | « Episode 6 »      | Malcolm Hulke                                 | Timothy Combe                                 | 7 mars 1970                       | BBB  | 7,2                    |
| 052 | 2     | Doctor Who and the Silurians | « Episode 7 »      | Malcolm Hulke                                 | Timothy Combe                                 | 14 mars 1970                      | BBB  | 7,5                    |
| 053 | 3     | The Ambassadors of Death     | « Episode 1 »      | David Whitaker et Trevor Ray (non-crédité)    | Michael Ferguson                              | 21 mars 1970                      | CCC  | 7,1                    |
| 053 | 3     | The Ambassadors of Death     | « Episode 2 »      | David Whitaker et Malcolm Hulke (non-crédité) | Michael Ferguson                              | 28 mars 1970                      | CCC  | 7,6                    |
| 053 | 3     | The Ambassadors of Death     | « Episode 3 »      | David Whitaker et Malcolm Hulke (non-crédité) | Michael Ferguson                              | 4 avril 1970                      | CCC  | 8                      |
| 053 | 3     | The Ambassadors of Death     | « Episode 4 »      | Malcolm Hulke (crédité à David Whitaker       | Michael Ferguson                              | 11 avril 1970                     | CCC  | 9,3                    |
| 053 | 3     | The Ambassadors of Death     | « Episode 5 »      | Malcolm Hulke (crédité à David Whitaker       | Michael Ferguson                              | 18 avril 1970                     | CCC  | 7,1                    |
| 053 | 3     | The Ambassadors of Death     | « Episode 6 »      | Malcolm Hulke (crédité à David Whitaker       | Michael Ferguson                              | 25 avril 1970                     | CCC  | 6,9                    |
| 053 | 3     | The Ambassadors of Death     | « Episode 7 »      | Malcolm Hulke (crédité à David Whitaker       | Michael Ferguson                              | 2 mai 1970                        | CCC  | 6,4                    |
| 054 | 4     | Inferno                      | « Episode 1 »      | Don Houghton                                  | Douglas Camfield                              | 9 mai 1970                        | DDD  | 5,7                    |
| 054 | 4     | Inferno                      | « Episode 2 »      | Don Houghton                                  | Douglas Camfield                              | 16 mai 1970                       | DDD  | 5,9                    |
| 054 | 4     | Inferno                      | « Episode 3 »      | Don Houghton                                  | Douglas Camfield et Barry Letts (non-crédité) | 23 mai 1970                       | DDD  | 4,8                    |
| 054 | 4     | Inferno                      | « Episode 4 »      | Don Houghton                                  | Douglas Camfield et Barry Letts (non-crédité) | 30 mai 1970                       | DDD  | 6                      |
| 054 | 4     | Inferno                      | « Episode 5 »      | Don Houghton                                  | Douglas Camfield et Barry Letts (non-crédité) | 6 juin 1970                       | DDD  | 5,4                    |
| 054 | 4     | Inferno                      | « Episode 6 »      | Don Houghton                                  | Douglas Camfield et Barry Letts (non-crédité) | 13 juin 1970                      | DDD  | 6,7                    |
| 054 | 4     | Inferno                      | « Episode 7 »      | Don Houghton                                  | Douglas Camfield et Barry Letts (non-crédité) | 20 juin 1970                      | DDD  | 5,5                    |

### 8esaison(1971)
Cette saison forme un sous-arc narratif avec l'introduction du Maître (Roger Delgado), le méchant dans chacun des arcs de la saison, et présente la compagne Jo Grant interprétée par Katy Manning.
| N°  | Part. | Titre de l'arc       | Titre des épisodes | Scénario                                     | Réalisation       | Première diffusion au Royaume-Uni | Code | Audience (en millions) |
| --- | ----- | -------------------- | ------------------ | -------------------------------------------- | ----------------- | --------------------------------- | ---- | ---------------------- |
| 055 | 1     | Terror of the Autons | « Episode One »    | Robert Holmes                                | Barry Letts       | 2 janvier 1971                    | EEE  | 7,3                    |
| 055 | 1     | Terror of the Autons | « Episode Two »    | Robert Holmes                                | Barry Letts       | 9 janvier 1971                    | EEE  | 8                      |
| 055 | 1     | Terror of the Autons | « Episode Three »  | Robert Holmes                                | Barry Letts       | 16 janvier 1971                   | EEE  | 8,1                    |
| 055 | 1     | Terror of the Autons | « Episode Four »   | Robert Holmes                                | Barry Letts       | 23 janvier 1971                   | EEE  | 8,4                    |
| 056 | 2     | The Mind of Evil     | « Episode One »    | Don Houghton                                 | Timothy Combe     | 30 janvier 1971                   | FFF  | 6,1                    |
| 056 | 2     | The Mind of Evil     | « Episode Two »    | Don Houghton                                 | Timothy Combe     | 6 février 1971                    | FFF  | 8,8                    |
| 056 | 2     | The Mind of Evil     | « Episode Three »  | Don Houghton                                 | Timothy Combe     | 13 février 1971                   | FFF  | 7,5                    |
| 056 | 2     | The Mind of Evil     | « Episode Four »   | Don Houghton                                 | Timothy Combe     | 20 février 1971                   | FFF  | 7,4                    |
| 056 | 2     | The Mind of Evil     | « Episode Five »   | Don Houghton                                 | Timothy Combe     | 27 février 1971                   | FFF  | 7,6                    |
| 056 | 2     | The Mind of Evil     | « Episode Six »    | Don Houghton                                 | Timothy Combe     | 6 mars 1971                       | FFF  | 7,3                    |
| 057 | 3     | The Claws of Axos    | « Episode One »    | Bob Baker et Dave Martin                     | Michael Ferguson  | 13 mars 1971                      | GGG  | 7,3                    |
| 057 | 3     | The Claws of Axos    | « Episode Two »    | Bob Baker et Dave Martin                     | Michael Ferguson  | 20 mars 1971                      | GGG  | 8                      |
| 057 | 3     | The Claws of Axos    | « Episode Three »  | Bob Baker et Dave Martin                     | Michael Ferguson  | 27 mars 1971                      | GGG  | 6,4                    |
| 057 | 3     | The Claws of Axos    | « Episode Four »   | Bob Baker et Dave Martin                     | Michael Ferguson  | 3 avril 1971                      | GGG  | 7,8                    |
| 058 | 4     | Colony in Space      | « Episode One »    | Malcolm Hulke                                | Michael E. Briant | 10 avril 1971                     | HHH  | 7,6                    |
| 058 | 4     | Colony in Space      | « Episode Two »    | Malcolm Hulke                                | Michael E. Briant | 17 avril 1971                     | HHH  | 8,5                    |
| 058 | 4     | Colony in Space      | « Episode Three »  | Malcolm Hulke                                | Michael E. Briant | 24 avril 1971                     | HHH  | 9,5                    |
| 058 | 4     | Colony in Space      | « Episode Four »   | Malcolm Hulke                                | Michael E. Briant | 1er mai 1971                      | HHH  | 8,1                    |
| 058 | 4     | Colony in Space      | « Episode Five »   | Malcolm Hulke                                | Michael E. Briant | 8 mai 1971                        | HHH  | 8,8                    |
| 058 | 4     | Colony in Space      | « Episode Six »    | Malcolm Hulke                                | Michael E. Briant | 15 mai 1971                       | HHH  | 8,7                    |
| 059 | 5     | The Dæmons           | « Episode One »    | "Guy Leopold" (Robert Sloman et Barry Letts) | Christopher Barry | 22 mai 1971                       | JJJ  | 9,2                    |
| 059 | 5     | The Dæmons           | « Episode Two »    | "Guy Leopold" (Robert Sloman et Barry Letts) | Christopher Barry | 29 mai 1971                       | JJJ  | 8                      |
| 059 | 5     | The Dæmons           | « Episode Three »  | "Guy Leopold" (Robert Sloman et Barry Letts) | Christopher Barry | 5 juin 1971                       | JJJ  | 8,1                    |
| 059 | 5     | The Dæmons           | « Episode Four »   | "Guy Leopold" (Robert Sloman et Barry Letts) | Christopher Barry | 12 juin 1971                      | JJJ  | 8,1                    |
| 059 | 5     | The Dæmons           | « Episode Five »   | "Guy Leopold" (Robert Sloman et Barry Letts) | Christopher Barry | 19 juin 1971                      | JJJ  | 8,3                    |

### 9esaison(1972)
| N°  | Part. | Titre de l'arc       | Titre des épisodes | Scénario                                   | Réalisation       | Première diffusion au Royaume-Uni | Code | Audience (en millions) |
| --- | ----- | -------------------- | ------------------ | ------------------------------------------ | ----------------- | --------------------------------- | ---- | ---------------------- |
| 060 | 1     | Day of the Daleks    | « Episode One »    | Louis Marks                                | Paul Bernard      | 1er janvier 1972                  | KKK  | 9,8                    |
| 060 | 1     | Day of the Daleks    | « Episode Two »    | Louis Marks                                | Paul Bernard      | 8 janvier 1972                    | KKK  | 10,4                   |
| 060 | 1     | Day of the Daleks    | « Episode Three »  | Louis Marks                                | Paul Bernard      | 15 janvier 1972                   | KKK  | 9,1                    |
| 060 | 1     | Day of the Daleks    | « Episode Four »   | Louis Marks                                | Paul Bernard      | 22 janvier 1972                   | KKK  | 9,1                    |
| 061 | 2     | The Curse of Peladon | « Episode One »    | Brian Hayles                               | Lennie Mayne      | 29 janvier 1972                   | LLL  | 10,3                   |
| 061 | 2     | The Curse of Peladon | « Episode Two »    | Brian Hayles                               | Lennie Mayne      | 5 février 1972                    | LLL  | 11                     |
| 061 | 2     | The Curse of Peladon | « Episode Three »  | Brian Hayles                               | Lennie Mayne      | 12 février 1972                   | LLL  | 7,8                    |
| 061 | 2     | The Curse of Peladon | « Episode Four »   | Brian Hayles                               | Lennie Mayne      | 19 février 1972                   | LLL  | 8,4                    |
| 062 | 3     | The Sea Devils       | « Episode One »    | Malcolm Hulke                              | Michael Briant    | 26 février 1972                   | MMM  | 6,4                    |
| 062 | 3     | The Sea Devils       | « Episode Two »    | Malcolm Hulke                              | Michael Briant    | 4 mars 1972                       | MMM  | 9,7                    |
| 062 | 3     | The Sea Devils       | « Episode Three »  | Malcolm Hulke                              | Michael Briant    | 11 mars 1972                      | MMM  | 8,3                    |
| 062 | 3     | The Sea Devils       | « Episode Four »   | Malcolm Hulke                              | Michael Briant    | 18 mars 1972                      | MMM  | 7,8                    |
| 062 | 3     | The Sea Devils       | « Episode Five »   | Malcolm Hulke                              | Michael Briant    | 25 mars 1972                      | MMM  | 8,3                    |
| 062 | 3     | The Sea Devils       | « Episode Six »    | Malcolm Hulke                              | Michael Briant    | 1er avril 1972                    | MMM  | 8,5                    |
| 063 | 4     | The Mutants          | « Episode One »    | Bob Baker et Dave Martin                   | Christopher Barry | 8 avril 1972                      | NNN  | 9,1                    |
| 063 | 4     | The Mutants          | « Episode Two »    | Bob Baker et Dave Martin                   | Christopher Barry | 15 avril 1972                     | NNN  | 7,8                    |
| 063 | 4     | The Mutants          | « Episode Three »  | Bob Baker et Dave Martin                   | Christopher Barry | 22 avril 1972                     | NNN  | 7,9                    |
| 063 | 4     | The Mutants          | « Episode Four »   | Bob Baker et Dave Martin                   | Christopher Barry | 29 avril 1972                     | NNN  | 7,5                    |
| 063 | 4     | The Mutants          | « Episode Five »   | Bob Baker et Dave Martin                   | Christopher Barry | 6 mai 1972                        | NNN  | 7,9                    |
| 063 | 4     | The Mutants          | « Episode Six »    | Bob Baker et Dave Martin                   | Christopher Barry | 13 mai 1972                       | NNN  | 6,5                    |
| 064 | 5     | The Time Monster     | « Episode One »    | Robert Sloman et Barry Letts (non-crédité) | Paul Bernard      | 20 mai 1972                       | OOO  | 7,6                    |
| 064 | 5     | The Time Monster     | « Episode Two »    | Robert Sloman et Barry Letts (non-crédité) | Paul Bernard      | 27 mai 1972                       | OOO  | 7,4                    |
| 064 | 5     | The Time Monster     | « Episode Three »  | Robert Sloman et Barry Letts (non-crédité) | Paul Bernard      | 3 juin 1972                       | OOO  | 8,1                    |
| 064 | 5     | The Time Monster     | « Episode Four »   | Robert Sloman et Barry Letts (non-crédité) | Paul Bernard      | 10 juin 1972                      | OOO  | 7,6                    |
| 064 | 5     | The Time Monster     | « Episode Five »   | Robert Sloman et Barry Letts (non-crédité) | Paul Bernard      | 17 juin 1972                      | OOO  | 6                      |
| 064 | 5     | The Time Monster     | « Episode Six »    | Robert Sloman et Barry Letts (non-crédité) | Paul Bernard      | 24 juin 1972                      | OOO  | 7,6                    |

### 10esaison(1972-1973)
Cette saison marquait la dernière apparition de la compagne Jo Grant et la fin de l'exil du Docteur sur Terre.
| N°  | Part. | Titre de l'arc       | Titre des épisodes | Scénario                                   | Réalisation       | Première diffusion au Royaume-Uni | Code | Audience (en millions) |
| --- | ----- | -------------------- | ------------------ | ------------------------------------------ | ----------------- | --------------------------------- | ---- | ---------------------- |
| 065 | 1     | The Three Doctors    | « Episode One »    | Bob Baker et Dave Martin                   | Lennie Mayne      | 30 décembre 1972                  | RRR  | 9,6                    |
| 065 | 1     | The Three Doctors    | « Episode Two »    | Bob Baker et Dave Martin                   | Lennie Mayne      | 6 janvier 1973                    | RRR  | 10,8                   |
| 065 | 1     | The Three Doctors    | « Episode Three »  | Bob Baker et Dave Martin                   | Lennie Mayne      | 13 janvier 1973                   | RRR  | 8,8                    |
| 065 | 1     | The Three Doctors    | « Episode Four »   | Bob Baker et Dave Martin                   | Lennie Mayne      | 20 janvier 1973                   | RRR  | 11,9                   |
| 066 | 2     | Carnival of Monsters | « Episode One »    | Brian Hayles                               | Barry Letts       | 27 janvier 1973                   | PPP  | 9,5                    |
| 066 | 2     | Carnival of Monsters | « Episode Two »    | Brian Hayles                               | Barry Letts       | 3 février 1973                    | PPP  | 9                      |
| 066 | 2     | Carnival of Monsters | « Episode Three »  | Brian Hayles                               | Barry Letts       | 10 février 1973                   | PPP  | 9                      |
| 066 | 2     | Carnival of Monsters | « Episode Four »   | Brian Hayles                               | Barry Letts       | 17 février 1973                   | PPP  | 9,2                    |
| 067 | 3     | Frontier in Space    | « Episode One »    | Malcolm Hulke                              | Paul Bernard      | 24 février 1973                   | QQQ  | 9,1                    |
| 067 | 3     | Frontier in Space    | « Episode Two »    | Malcolm Hulke                              | Paul Bernard      | 3 mars 1973                       | QQQ  | 7,8                    |
| 067 | 3     | Frontier in Space    | « Episode Three »  | Malcolm Hulke                              | Paul Bernard      | 10 mars 1973                      | QQQ  | 7,5                    |
| 067 | 3     | Frontier in Space    | « Episode Four »   | Malcolm Hulke                              | Paul Bernard      | 17 mars 1973                      | QQQ  | 7,1                    |
| 067 | 3     | Frontier in Space    | « Episode Five »   | Malcolm Hulke                              | Paul Bernard      | 24 mars 1973                      | QQQ  | 7,7                    |
| 067 | 3     | Frontier in Space    | « Episode Six »    | Malcolm Hulke                              | Paul Bernard      | 31 mars 1973                      | QQQ  | 8,9                    |
| 068 | 4     | Planet of the Daleks | « Episode One »    | Bob Baker et Dave Martin                   | David Maloney     | 7 avril 1973                      | SSS  | 11                     |
| 068 | 4     | Planet of the Daleks | « Episode Two »    | Bob Baker et Dave Martin                   | David Maloney     | 14 avril 1973                     | SSS  | 10,7                   |
| 068 | 4     | Planet of the Daleks | « Episode Three »  | Bob Baker et Dave Martin                   | David Maloney     | 21 avril 1973                     | SSS  | 10,1                   |
| 068 | 4     | Planet of the Daleks | « Episode Four »   | Bob Baker et Dave Martin                   | David Maloney     | 28 avril 1973                     | SSS  | 8,3                    |
| 068 | 4     | Planet of the Daleks | « Episode Five »   | Bob Baker et Dave Martin                   | David Maloney     | 5 mai 1973                        | SSS  | 9,7                    |
| 068 | 4     | Planet of the Daleks | « Episode Six »    | Bob Baker et Dave Martin                   | David Maloney     | 12 mai 1973                       | SSS  | 8,5                    |
| 069 | 5     | The Green Death      | « Episode One »    | Robert Sloman et Barry Letts (non-crédité) | Michael E. Briant | 19 mai 1973                       | TTT  | 9,2                    |
| 069 | 5     | The Green Death      | « Episode Two »    | Robert Sloman et Barry Letts (non-crédité) | Michael E. Briant | 26 mai 1973                       | TTT  | 7,2                    |
| 069 | 5     | The Green Death      | « Episode Three »  | Robert Sloman et Barry Letts (non-crédité) | Michael E. Briant | 2 juin 1973                       | TTT  | 7,8                    |
| 069 | 5     | The Green Death      | « Episode Four »   | Robert Sloman et Barry Letts (non-crédité) | Michael E. Briant | 9 juin 1973                       | TTT  | 6,8                    |
| 069 | 5     | The Green Death      | « Episode Five »   | Robert Sloman et Barry Letts (non-crédité) | Michael E. Briant | 16 juin 1973                      | TTT  | 8,3                    |
| 069 | 5     | The Green Death      | « Episode Six »    | Robert Sloman et Barry Letts (non-crédité) | Michael E. Briant | 23 juin 1973                      | TTT  | 7                      |

### 11esaison(1973-1974)
Cette saison présente la compagne Sarah Jane Smith interprétée par Elisabeth Sladen.
| N°  | Part. | Titre de l'arc            | Titre des épisodes | Scénario                                   | Réalisation    | Première diffusion au Royaume-Uni | Code | Audience (en millions) |
| --- | ----- | ------------------------- | ------------------ | ------------------------------------------ | -------------- | --------------------------------- | ---- | ---------------------- |
| 070 | 1     | The Time Warrior          | « Part One »       | Robert Holmes                              | Alan Bromly    | 15 décembre 1973                  | UUU  | 8,7                    |
| 070 | 1     | The Time Warrior          | « Part Two »       | Robert Holmes                              | Alan Bromly    | 22 décembre 1973                  | UUU  | 7                      |
| 070 | 1     | The Time Warrior          | « Part Three »     | Robert Holmes                              | Alan Bromly    | 29 décembre 1973                  | UUU  | 6,6                    |
| 070 | 1     | The Time Warrior          | « Part Four »      | Robert Holmes                              | Alan Bromly    | 5 janvier 1974                    | UUU  | 10,6                   |
| 071 | 2     | Invasion of the Dinosaurs | « Part One »       | Malcolm Hulke                              | Paddy Russell  | 12 janvier 1974                   | WWW  | 11                     |
| 071 | 2     | Invasion of the Dinosaurs | « Part Two »       | Malcolm Hulke                              | Paddy Russell  | 19 janvier 1974                   | WWW  | 10,1                   |
| 071 | 2     | Invasion of the Dinosaurs | « Part Three »     | Malcolm Hulke                              | Paddy Russell  | 26 janvier 1974                   | WWW  | 11                     |
| 071 | 2     | Invasion of the Dinosaurs | « Part Four »      | Malcolm Hulke                              | Paddy Russell  | 2 février 1974                    | WWW  | 9                      |
| 071 | 2     | Invasion of the Dinosaurs | « Part Five »      | Malcolm Hulke                              | Paddy Russell  | 9 février 1974                    | WWW  | 9                      |
| 071 | 2     | Invasion of the Dinosaurs | « Part Six »       | Malcolm Hulke                              | Paddy Russell  | 16 février 1974                   | WWW  | 7,5                    |
| 072 | 3     | Death to the Daleks       | « Part One »       | Terry Nation                               | Michael Briant | 23 février 1974                   | XXX  | 8,1                    |
| 072 | 3     | Death to the Daleks       | « Part Two »       | Terry Nation                               | Michael Briant | 2 mars 1974                       | XXX  | 9,5                    |
| 072 | 3     | Death to the Daleks       | « Part Three »     | Terry Nation                               | Michael Briant | 9 mars 1974                       | XXX  | 10,5                   |
| 072 | 3     | Death to the Daleks       | « Part Four »      | Terry Nation                               | Michael Briant | 16 mars 1974                      | XXX  | 9,5                    |
| 073 | 4     | The Monster of Peladon    | « Part One »       | Brian Hayles                               | Lennie Mayne   | 23 mars 1974                      | YYY  | 9,2                    |
| 073 | 4     | The Monster of Peladon    | « Part Two »       | Brian Hayles                               | Lennie Mayne   | 30 mars 1974                      | YYY  | 6,8                    |
| 073 | 4     | The Monster of Peladon    | « Part Three »     | Brian Hayles                               | Lennie Mayne   | 6 avril 1974                      | YYY  | 7,4                    |
| 073 | 4     | The Monster of Peladon    | « Part Four »      | Brian Hayles                               | Lennie Mayne   | 13 avril 1974                     | YYY  | 7,2                    |
| 073 | 4     | The Monster of Peladon    | « Part Five »      | Brian Hayles                               | Lennie Mayne   | 20 avril 1974                     | YYY  | 7,5                    |
| 073 | 4     | The Monster of Peladon    | « Part Six »       | Brian Hayles                               | Lennie Mayne   | 27 avril 1974                     | YYY  | 8,1                    |
| 074 | 5     | Planet of the Spiders     | « Part One »       | Robert Sloman et Barry Letts (non-crédité) | Barry Letts    | 4 mai 1974                        | ZZZ  | 10,1                   |
| 074 | 5     | Planet of the Spiders     | « Part Two »       | Robert Sloman et Barry Letts (non-crédité) | Barry Letts    | 11 mai 1974                       | ZZZ  | 8,9                    |
| 074 | 5     | Planet of the Spiders     | « Part Three »     | Robert Sloman et Barry Letts (non-crédité) | Barry Letts    | 18 mai 1974                       | ZZZ  | 8,8                    |
| 074 | 5     | Planet of the Spiders     | « Part Four »      | Robert Sloman et Barry Letts (non-crédité) | Barry Letts    | 25 mai 1974                       | ZZZ  | 8,2                    |
| 074 | 5     | Planet of the Spiders     | « Part Five »      | Robert Sloman et Barry Letts (non-crédité) | Barry Letts    | 1er juin 1974                     | ZZZ  | 9,2                    |
| 074 | 5     | Planet of the Spiders     | « Part Six »       | Robert Sloman et Barry Letts (non-crédité) | Barry Letts    | 8 juin 1974                       | ZZZ  | 8,9                    |

## Quatrième Docteur(1974-1981)
Le Quatrième Docteur a été interprété par Tom Baker. Il est, à ce jour, l'acteur qui a joué le Docteur à la télévision pendant la plus longue période, ayant occupé le rôle pendant sept saisons.

### 12esaison(1974-1975)
Tout les arcs de cette saison se succèdent, retraçant un seul voyage problématique de l'équipage du TARDIS. Malgré la continuité, chaque arc est considérée comme ayant sa propre histoire autonome. Cette saison a également introduit le personnage de Harry Sullivan interprété par Ian Marter comme compagnon ; ce personnage était destiné à entreprendre des scènes d'action, au cours de la période précédant le casting de Tom Baker, alors qu'il n'était pas clair quel âge aurait l'acteur jouant le nouveau Docteur.
| N°  | Part. | Titre de l'arc          | Titre français              | Titre des épisodes   | Scénario                                      | Réalisation       | Première diffusion au Royaume-Uni | Code | Audience (en millions) |
| --- | ----- | ----------------------- | --------------------------- | -------------------- | --------------------------------------------- | ----------------- | --------------------------------- | ---- | ---------------------- |
| 075 | 1     | Robot                   | Robot                       | « Première Partie »  | Terrance Dicks                                | Christopher Barry | 28 décembre 1974                  | 4A   | 10,8                   |
| 075 | 1     | Robot                   | Robot                       | « Deuxième Partie »  | Terrance Dicks                                | Christopher Barry | 4 janvier 1975                    | 4A   | 10,7                   |
| 075 | 1     | Robot                   | Robot                       | « Troisième Partie » | Terrance Dicks                                | Christopher Barry | 11 janvier 1975                   | 4A   | 10,1                   |
| 075 | 1     | Robot                   | Robot                       | « Quatrième Partie » | Terrance Dicks                                | Christopher Barry | 18 janvier 1975                   | 4A   | 9                      |
| 076 | 2     | The Ark in Space        | L'Arche dans l'espace       | « Première Partie »  | Robert Holmes et John Lucarotti (non-crédité) | Rodney Bennett    | 25 janvier 1975                   | 4C   | 9,4                    |
| 076 | 2     | The Ark in Space        | L'Arche dans l'espace       | « Deuxième Partie »  | Robert Holmes et John Lucarotti (non-crédité) | Rodney Bennett    | 1er février 1975                  | 4C   | 13,6                   |
| 076 | 2     | The Ark in Space        | L'Arche dans l'espace       | « Troisième Partie » | Robert Holmes et John Lucarotti (non-crédité) | Rodney Bennett    | 8 février 1975                    | 4C   | 11,2                   |
| 076 | 2     | The Ark in Space        | L'Arche dans l'espace       | « Quatrième Partie » | Robert Holmes et John Lucarotti (non-crédité) | Rodney Bennett    | 15 février 1975                   | 4C   | 10,2                   |
| 077 | 3     | The Sontaran Experiment | —                           | « Part One »         | Bob Baker et Dave Martin                      | Rodney Bennett    | 22 février 1975                   | 4B   | 11                     |
| 077 | 3     | The Sontaran Experiment | —                           | « Part Two »         | Bob Baker et Dave Martin                      | Rodney Bennett    | 1er mars 1975                     | 4B   | 10,5                   |
| 078 | 4     | Genesis of the Daleks   | La Genèse des Daleks        | « Première Partie »  | Terry Nation                                  | David Maloney     | 8 mars 1975                       | 4E   | 10,7                   |
| 078 | 4     | Genesis of the Daleks   | La Genèse des Daleks        | « Deuxième Partie »  | Terry Nation                                  | David Maloney     | 15 mars 1975                      | 4E   | 10,5                   |
| 078 | 4     | Genesis of the Daleks   | La Genèse des Daleks        | « Troisième Partie » | Terry Nation                                  | David Maloney     | 22 mars 1975                      | 4E   | 8,5                    |
| 078 | 4     | Genesis of the Daleks   | La Genèse des Daleks        | « Quatrième Partie » | Terry Nation                                  | David Maloney     | 29 mars 1975                      | 4E   | 8,8                    |
| 078 | 4     | Genesis of the Daleks   | La Genèse des Daleks        | « Cinquième Partie » | Terry Nation                                  | David Maloney     | 5 avril 1975                      | 4E   | 9,8                    |
| 078 | 4     | Genesis of the Daleks   | La Genèse des Daleks        | « Sixième Partie »   | Terry Nation                                  | David Maloney     | 12 avril 1975                     | 4E   | 9,1                    |
| 079 | 5     | Revenge of the Cybermen | La Revanche des Cybernators | « Première Partie »  | Gerry Davis                                   | Michael Briant    | 19 avril 1975                     | 4D   | 9,5                    |
| 079 | 5     | Revenge of the Cybermen | La Revanche des Cybernators | « Deuxième Partie »  | Gerry Davis                                   | Michael Briant    | 26 avril 1975                     | 4D   | 8,3                    |
| 079 | 5     | Revenge of the Cybermen | La Revanche des Cybernators | « Troisième Partie » | Gerry Davis                                   | Michael Briant    | 3 mai 1975                        | 4D   | 8,9                    |
| 079 | 5     | Revenge of the Cybermen | La Revanche des Cybernators | « Quatrième Partie » | Gerry Davis                                   | Michael Briant    | 10 mai 1975                       | 4D   | 9,4                    |

### 13esaison(1975-1976)
Au cours de cette saison, Ian Marter (Harry Sullivan) est parti après La Terreur des Zygons, mais est revenu pour une apparition dans The Android Invasion. La Terreur des Zygons a également vu la dernière apparition semi-régulière de Nicholas Courtney (Brigadier Lethbridge-Stewart) qui n'est revenu qu'à la Saison 20 dans Mawdryn Undead.
| N°  | Part. | Titre de l'arc       | Titre français        | Titre des épisodes   | Scénario                                          | Réalisation       | Première diffusion au Royaume-Uni | Code | Audience (en millions) |
| --- | ----- | -------------------- | --------------------- | -------------------- | ------------------------------------------------- | ----------------- | --------------------------------- | ---- | ---------------------- |
| 080 | 1     | Terror of the Zygons | La Terreur des Zygons | « Première Partie »  | Robert Banks Stewart                              | Douglas Camfield  | 30 août 1975                      | 4F   | 8,4                    |
| 080 | 1     | Terror of the Zygons | La Terreur des Zygons | « Deuxième Partie »  | Robert Banks Stewart                              | Douglas Camfield  | 6 septembre 1975                  | 4F   | 6,1                    |
| 080 | 1     | Terror of the Zygons | La Terreur des Zygons | « Troisième Partie » | Robert Banks Stewart                              | Douglas Camfield  | 13 septembre 1975                 | 4F   | 8,2                    |
| 080 | 1     | Terror of the Zygons | La Terreur des Zygons | « Quatrième Partie » | Robert Banks Stewart                              | Douglas Camfield  | 20 septembre 1975                 | 4F   | 7,2                    |
| 081 | 2     | Planet of Evil       | La Planète Diabolique | « Première Partie »  | Louis Marks                                       | David Maloney     | 27 septembre 1975                 | 4H   | 10,4                   |
| 081 | 2     | Planet of Evil       | La Planète Diabolique | « Deuxième Partie »  | Louis Marks                                       | David Maloney     | 4 octobre 1975                    | 4H   | 9,9                    |
| 081 | 2     | Planet of Evil       | La Planète Diabolique | « Troisième Partie » | Louis Marks                                       | David Maloney     | 11 octobre 1975                   | 4H   | 9,1                    |
| 081 | 2     | Planet of Evil       | La Planète Diabolique | « Quatrième Partie » | Louis Marks                                       | David Maloney     | 18 octobre 1975                   | 4H   | 10,1                   |
| 082 | 3     | Pyramids of Mars     | —                     | « Part One »         | "Stephen Harris" (Lewis Greifer et Robert Holmes) | Paddy Russell     | 25 octobre 1975                   | 4G   | 10,5                   |
| 082 | 3     | Pyramids of Mars     | —                     | « Part Two »         | "Stephen Harris" (Lewis Greifer et Robert Holmes) | Paddy Russell     | 1er novembre 1975                 | 4G   | 11,3                   |
| 082 | 3     | Pyramids of Mars     | —                     | « Part Three »       | "Stephen Harris" (Lewis Greifer et Robert Holmes) | Paddy Russell     | 8 novembre 1975                   | 4G   | 9,4                    |
| 082 | 3     | Pyramids of Mars     | —                     | « Part Four »        | "Stephen Harris" (Lewis Greifer et Robert Holmes) | Paddy Russell     | 15 novembre 1975                  | 4G   | 11,7                   |
| 083 | 4     | The Android Invasion | —                     | « Part One »         | Terry Nation                                      | Barry Letts       | 22 novembre 1975                  | 4J   | 11,9                   |
| 083 | 4     | The Android Invasion | —                     | « Part Two »         | Terry Nation                                      | Barry Letts       | 29 novembre 1975                  | 4J   | 11,3                   |
| 083 | 4     | The Android Invasion | —                     | « Part Three »       | Terry Nation                                      | Barry Letts       | 6 décembre 1975                   | 4J   | 12,1                   |
| 083 | 4     | The Android Invasion | —                     | « Part Four »        | Terry Nation                                      | Barry Letts       | 13 décembre 1975                  | 4J   | 11,4                   |
| 084 | 5     | The Brain of Morbius | —                     | « Part One »         | "Robin Bland" (Terrance Dicks et Robert Holmes)   | Christopher Barry | 3 janvier 1976                    | 4K   | 9,5                    |
| 084 | 5     | The Brain of Morbius | —                     | « Part Two »         | "Robin Bland" (Terrance Dicks et Robert Holmes)   | Christopher Barry | 10 janvier 1976                   | 4K   | 9,3                    |
| 084 | 5     | The Brain of Morbius | —                     | « Part Three »       | "Robin Bland" (Terrance Dicks et Robert Holmes)   | Christopher Barry | 17 janvier 1976                   | 4K   | 10,1                   |
| 084 | 5     | The Brain of Morbius | —                     | « Part Four »        | "Robin Bland" (Terrance Dicks et Robert Holmes)   | Christopher Barry | 24 janvier 1976                   | 4K   | 10,2                   |
| 085 | 6     | The Seeds of Doom    | —                     | « Part One »         | Robert Banks Stewart                              | Douglas Camfield  | 31 janvier 1976                   | 4L   | 11,4                   |
| 085 | 6     | The Seeds of Doom    | —                     | « Part Two »         | Robert Banks Stewart                              | Douglas Camfield  | 7 février 1976                    | 4L   | 11,4                   |
| 085 | 6     | The Seeds of Doom    | —                     | « Part Three »       | Robert Banks Stewart                              | Douglas Camfield  | 14 février 1976                   | 4L   | 10,3                   |
| 085 | 6     | The Seeds of Doom    | —                     | « Part Four »        | Robert Banks Stewart                              | Douglas Camfield  | 21 février 1976                   | 4L   | 11,1                   |
| 085 | 6     | The Seeds of Doom    | —                     | « Part Five »        | Robert Banks Stewart                              | Douglas Camfield  | 28 février 1976                   | 4L   | 9,9                    |
| 085 | 6     | The Seeds of Doom    | —                     | « Part Six »         | Robert Banks Stewart                              | Douglas Camfield  | 6 mars 1976                       | 4L   | 11,5                   |

### 14esaison(1976-1977)
Elisabeth Sladen (Sarah Jane Smith) a quitté la série cette saison dans The Hand of Fear et a été remplacée par Louise Jameson (Leela) dans The Face of Evil. La saison a également vu le premier arc dans lequel le Docteur n'avait pas de compagnon, The Deadly Assassin.
| N°  | Part. | Titre de l'arc            | Titre des épisodes | Scénario                 | Réalisation     | Première diffusion au Royaume-Uni | Code | Audience (en millions) |
| --- | ----- | ------------------------- | ------------------ | ------------------------ | --------------- | --------------------------------- | ---- | ---------------------- |
| 086 | 1     | The Masque of Mandragora  | « Part One »       | Louis Marks              | Rodney Bennett  | 4 septembre 1976                  | 4M   | 8,3                    |
| 086 | 1     | The Masque of Mandragora  | « Part Two »       | Louis Marks              | Rodney Bennett  | 11 septembre 1976                 | 4M   | 9,8                    |
| 086 | 1     | The Masque of Mandragora  | « Part Three »     | Louis Marks              | Rodney Bennett  | 18 septembre 1976                 | 4M   | 9,2                    |
| 086 | 1     | The Masque of Mandragora  | « Part Four »      | Louis Marks              | Rodney Bennett  | 25 septembre 1976                 | 4M   | 10,6                   |
| 087 | 2     | The Hand of Fear          | « Part One »       | Bob Baker et Dave Martin | Lennie Mayne    | 2 octobre 1976                    | 4N   | 10,5                   |
| 087 | 2     | The Hand of Fear          | « Part Two »       | Bob Baker et Dave Martin | Lennie Mayne    | 9 octobre 1976                    | 4N   | 10,2                   |
| 087 | 2     | The Hand of Fear          | « Part Three »     | Bob Baker et Dave Martin | Lennie Mayne    | 16 octobre 1976                   | 4N   | 11,5                   |
| 087 | 2     | The Hand of Fear          | « Part Four »      | Bob Baker et Dave Martin | Lennie Mayne    | 23 octobre 1976                   | 4N   | 12                     |
| 088 | 3     | The Deadly Assassin       | « Part One »       | Robert Holmes            | David Maloney   | 30 octobre 1976                   | 4P   | 11,8                   |
| 088 | 3     | The Deadly Assassin       | « Part Two »       | Robert Holmes            | David Maloney   | 6 novembre 1976                   | 4P   | 12,1                   |
| 088 | 3     | The Deadly Assassin       | « Part Three »     | Robert Holmes            | David Maloney   | 13 novembre 1976                  | 4P   | 13                     |
| 088 | 3     | The Deadly Assassin       | « Part Four »      | Robert Holmes            | David Maloney   | 20 novembre 1976                  | 4P   | 11,8                   |
| 089 | 4     | The Face of Evil          | « Part One »       | Chris Boucher            | Pennant Roberts | 1er janvier 1977                  | 4Q   | 10,7                   |
| 089 | 4     | The Face of Evil          | « Part Two »       | Chris Boucher            | Pennant Roberts | 8 janvier 1977                    | 4Q   | 11,1                   |
| 089 | 4     | The Face of Evil          | « Part Three »     | Chris Boucher            | Pennant Roberts | 15 janvier 1977                   | 4Q   | 11,3                   |
| 089 | 4     | The Face of Evil          | « Part Four »      | Chris Boucher            | Pennant Roberts | 22 janvier 1977                   | 4Q   | 11,7                   |
| 090 | 5     | The Robots of Death       | « Part One »       | Chris Boucher            | Michael Briant  | 29 janvier 1977                   | 4R   | 12,8                   |
| 090 | 5     | The Robots of Death       | « Part Two »       | Chris Boucher            | Michael Briant  | 5 février 1977                    | 4R   | 12,4                   |
| 090 | 5     | The Robots of Death       | « Part Three »     | Chris Boucher            | Michael Briant  | 12 février 1977                   | 4R   | 13,1                   |
| 090 | 5     | The Robots of Death       | « Part Four »      | Chris Boucher            | Michael Briant  | 19 février 1977                   | 4R   | 12,6                   |
| 091 | 6     | The Talons of Weng-Chiang | « Part One »       | Robert Holmes            | David Maloney   | 26 février 1977                   | 4S   | 11,3                   |
| 091 | 6     | The Talons of Weng-Chiang | « Part Two »       | Robert Holmes            | David Maloney   | 5 mars 1977                       | 4S   | 9,6                    |
| 091 | 6     | The Talons of Weng-Chiang | « Part Three »     | Robert Holmes            | David Maloney   | 12 mars 1977                      | 4S   | 10,2                   |
| 091 | 6     | The Talons of Weng-Chiang | « Part Four »      | Robert Holmes            | David Maloney   | 19 mars 1977                      | 4S   | 11,4                   |
| 091 | 6     | The Talons of Weng-Chiang | « Part Five »      | Robert Holmes            | David Maloney   | 26 mars 1977                      | 4S   | 10,1                   |
| 091 | 6     | The Talons of Weng-Chiang | « Part Six »       | Robert Holmes            | David Maloney   | 2 avril 1977                      | 4S   | 9,3                    |

### 15esaison(1977-1978)
Cette saison a vu la dernière apparition de Leela et la première apparition de K9 doublé par John Leeson.
| N°  | Part. | Titre de l'arc       | Titre des épisodes | Scénario                                        | Réalisation           | Première diffusion au Royaume-Uni | Code | Audience (en millions) |
| --- | ----- | -------------------- | ------------------ | ----------------------------------------------- | --------------------- | --------------------------------- | ---- | ---------------------- |
| 092 | 1     | Horror of Fang Rock  | « Part One »       | Terrance Dicks                                  | Paddy Russell         | 3 septembre 1977                  | 4V   | 6,8                    |
| 092 | 1     | Horror of Fang Rock  | « Part Two »       | Terrance Dicks                                  | Paddy Russell         | 10 septembre 1977                 | 4V   | 7,1                    |
| 092 | 1     | Horror of Fang Rock  | « Part Three »     | Terrance Dicks                                  | Paddy Russell         | 17 septembre 1977                 | 4V   | 9,8                    |
| 092 | 1     | Horror of Fang Rock  | « Part Four »      | Terrance Dicks                                  | Paddy Russell         | 24 septembre 1977                 | 4V   | 9,9                    |
| 093 | 2     | The Invisible Enemy  | « Part One »       | Bob Baker et Dave Martin                        | Derrick Goodwin       | 1er octobre 1977                  | 4T   | 8,6                    |
| 093 | 2     | The Invisible Enemy  | « Part Two »       | Bob Baker et Dave Martin                        | Derrick Goodwin       | 8 octobre 1977                    | 4T   | 7,3                    |
| 093 | 2     | The Invisible Enemy  | « Part Three »     | Bob Baker et Dave Martin                        | Derrick Goodwin       | 15 octobre 1977                   | 4T   | 7,5                    |
| 093 | 2     | The Invisible Enemy  | « Part Four »      | Bob Baker et Dave Martin                        | Derrick Goodwin       | 22 octobre 1977                   | 4T   | 8,3                    |
| 094 | 3     | Image of the Fendahl | « Part One »       | Chris Boucher                                   | George Spenton-Foster | 29 octobre 1977                   | 4X   | 6,7                    |
| 094 | 3     | Image of the Fendahl | « Part Two »       | Chris Boucher                                   | George Spenton-Foster | 5 novembre 1977                   | 4X   | 7,5                    |
| 094 | 3     | Image of the Fendahl | « Part Three »     | Chris Boucher                                   | George Spenton-Foster | 12 novembre 1977                  | 4X   | 7,9                    |
| 094 | 3     | Image of the Fendahl | « Part Four »      | Chris Boucher                                   | George Spenton-Foster | 19 novembre 1977                  | 4X   | 9,1                    |
| 095 | 4     | The Sun Makers       | « Part One »       | Robert Holmes                                   | Pennant Roberts       | 26 novembre 1977                  | 4W   | 8,5                    |
| 095 | 4     | The Sun Makers       | « Part Two »       | Robert Holmes                                   | Pennant Roberts       | 3 décembre 1977                   | 4W   | 9,5                    |
| 095 | 4     | The Sun Makers       | « Part Three »     | Robert Holmes                                   | Pennant Roberts       | 10 décembre 1977                  | 4W   | 8,9                    |
| 095 | 4     | The Sun Makers       | « Part Four »      | Robert Holmes                                   | Pennant Roberts       | 17 décembre 1977                  | 4W   | 8,4                    |
| 096 | 5     | Underworld           | « Part One »       | Bob Baker et Dave Martin                        | Norman Stewart        | 7 janvier 1978                    | 4Y   | 8,9                    |
| 096 | 5     | Underworld           | « Part Two »       | Bob Baker et Dave Martin                        | Norman Stewart        | 14 janvier 1978                   | 4Y   | 9,1                    |
| 096 | 5     | Underworld           | « Part Three »     | Bob Baker et Dave Martin                        | Norman Stewart        | 21 janvier 1978                   | 4Y   | 8,9                    |
| 096 | 5     | Underworld           | « Part Four »      | Bob Baker et Dave Martin                        | Norman Stewart        | 28 janvier 1978                   | 4Y   | 11,7                   |
| 097 | 6     | The Invasion of Time | « Part One »       | "David Agnew" (Graham Williams et Anthony Read) | Gerald Blake          | 4 février 1978                    | 4Z   | 11,2                   |
| 097 | 6     | The Invasion of Time | « Part Two »       | "David Agnew" (Graham Williams et Anthony Read) | Gerald Blake          | 11 février 1978                   | 4Z   | 11,4                   |
| 097 | 6     | The Invasion of Time | « Part Three »     | "David Agnew" (Graham Williams et Anthony Read) | Gerald Blake          | 18 février 1978                   | 4Z   | 9,5                    |
| 097 | 6     | The Invasion of Time | « Part Four »      | "David Agnew" (Graham Williams et Anthony Read) | Gerald Blake          | 25 février 1978                   | 4Z   | 10,9                   |
| 097 | 6     | The Invasion of Time | « Part Five »      | "David Agnew" (Graham Williams et Anthony Read) | Gerald Blake          | 4 mars 1978                       | 4Z   | 10,3                   |
| 097 | 6     | The Invasion of Time | « Part Six »       | "David Agnew" (Graham Williams et Anthony Read) | Gerald Blake          | 11 mars 1978                      | 4Z   | 9,8                    |

### 16esaison(The Key to Time)(1978-1979)
La Saison 16 consiste en un long arc narratif englobant six histoires distinctes et liées. Cette saison est désignée par le titre générique The Key to Time (trad. litt. : « La Clé du Temps ») et est sortie en DVD sous ce titre. Cette saison a présenté Mary Tamm dans le rôle de Romana I.
| N°  | Part. | Titre de l'arc        | Titre des épisodes | Scénario                 | Réalisation           | Première diffusion au Royaume-Uni | Code | Audience (en millions) |
| --- | ----- | --------------------- | ------------------ | ------------------------ | --------------------- | --------------------------------- | ---- | ---------------------- |
| 098 | 1     | The Ribos Operation   | « Part One »       | Robert Holmes            | George Spenton-Foster | 2 septembre 1978                  | 5A   | 8,3                    |
| 098 | 1     | The Ribos Operation   | « Part Two »       | Robert Holmes            | George Spenton-Foster | 9 septembre 1978                  | 5A   | 8,1                    |
| 098 | 1     | The Ribos Operation   | « Part Three »     | Robert Holmes            | George Spenton-Foster | 16 septembre 1978                 | 5A   | 7,9                    |
| 098 | 1     | The Ribos Operation   | « Part Four »      | Robert Holmes            | George Spenton-Foster | 23 septembre 1978                 | 5A   | 8,2                    |
| 099 | 2     | The Pirate Planet     | « Part One »       | Douglas Adams            | Pennant Roberts       | 30 septembre 1978                 | 5B   | 9,1                    |
| 099 | 2     | The Pirate Planet     | « Part Two »       | Douglas Adams            | Pennant Roberts       | 7 octobre 1978                    | 5B   | 7,4                    |
| 099 | 2     | The Pirate Planet     | « Part Three »     | Douglas Adams            | Pennant Roberts       | 14 octobre 1978                   | 5B   | 8,2                    |
| 099 | 2     | The Pirate Planet     | « Part Four »      | Douglas Adams            | Pennant Roberts       | 21 octobre 1978                   | 5B   | 8,4                    |
| 100 | 3     | The Stones of Blood   | « Part One »       | David Fisher             | Darrol Blake          | 28 octobre 1978                   | 5C   | 8,6                    |
| 100 | 3     | The Stones of Blood   | « Part Two »       | David Fisher             | Darrol Blake          | 4 novembre 1978                   | 5C   | 6,6                    |
| 100 | 3     | The Stones of Blood   | « Part Three »     | David Fisher             | Darrol Blake          | 11 novembre 1978                  | 5C   | 9,3                    |
| 100 | 3     | The Stones of Blood   | « Part Four »      | David Fisher             | Darrol Blake          | 18 novembre 1978                  | 5C   | 7,6                    |
| 101 | 4     | The Androids of Tara  | « Part One »       | David Fisher             | Michael Hayes         | 25 novembre 1978                  | 5D   | 9,5                    |
| 101 | 4     | The Androids of Tara  | « Part Two »       | David Fisher             | Michael Hayes         | 2 décembre 1978                   | 5D   | 10,1                   |
| 101 | 4     | The Androids of Tara  | « Part Three »     | David Fisher             | Michael Hayes         | 9 décembre 1978                   | 5D   | 8,9                    |
| 101 | 4     | The Androids of Tara  | « Part Four »      | David Fisher             | Michael Hayes         | 16 décembre 1978                  | 5D   | 9                      |
| 102 | 5     | The Power of Kroll    | « Part One »       | Robert Holmes            | Norman Stewart        | 23 décembre 1978                  | 5E   | 6,5                    |
| 102 | 5     | The Power of Kroll    | « Part Two »       | Robert Holmes            | Norman Stewart        | 30 décembre 1978                  | 5E   | 12,4                   |
| 102 | 5     | The Power of Kroll    | « Part Three »     | Robert Holmes            | Norman Stewart        | 6 janvier 1979                    | 5E   | 8,9                    |
| 102 | 5     | The Power of Kroll    | « Part Four »      | Robert Holmes            | Norman Stewart        | 13 janvier 1979                   | 5E   | 9,9                    |
| 103 | 6     | The Armageddon Factor | « Part One »       | Bob Baker et Dave Martin | Michael Hayes         | 20 janvier 1979                   | 5F   | 7,5                    |
| 103 | 6     | The Armageddon Factor | « Part Two »       | Bob Baker et Dave Martin | Michael Hayes         | 27 janvier 1979                   | 5F   | 8,8                    |
| 103 | 6     | The Armageddon Factor | « Part Three »     | Bob Baker et Dave Martin | Michael Hayes         | 3 février 1979                    | 5F   | 7,8                    |
| 103 | 6     | The Armageddon Factor | « Part Four »      | Bob Baker et Dave Martin | Michael Hayes         | 10 février 1979                   | 5F   | 8,6                    |
| 103 | 6     | The Armageddon Factor | « Part Five »      | Bob Baker et Dave Martin | Michael Hayes         | 17 février 1979                   | 5F   | 8,6                    |
| 103 | 6     | The Armageddon Factor | « Part Six »       | Bob Baker et Dave Martin | Michael Hayes         | 24 février 1979                   | 5F   | 9,6                    |

### 17esaison(1979-1980)
Durant cette saison, le rôle de Romana II a été repris par Lalla Ward.
| N°  | Part. | Titre de l'arc            | Titre des épisodes | Scénario                                                       | Réalisation       | Première diffusion au Royaume-Uni | Code | Audience (en millions) |
| --- | ----- | ------------------------- | ------------------ | -------------------------------------------------------------- | ----------------- | --------------------------------- | ---- | ---------------------- |
| 104 | 1     | Destiny of the Daleks     | « Episode One »    | Terry Nation                                                   | Ken Grieve        | 1er septembre 1979                | 5J   | 13                     |
| 104 | 1     | Destiny of the Daleks     | « Episode Two »    | Terry Nation                                                   | Ken Grieve        | 8 septembre 1979                  | 5J   | 12,7                   |
| 104 | 1     | Destiny of the Daleks     | « Episode Three »  | Terry Nation                                                   | Ken Grieve        | 15 septembre 1979                 | 5J   | 13,8                   |
| 104 | 1     | Destiny of the Daleks     | « Episode Four »   | Terry Nation                                                   | Ken Grieve        | 22 septembre 1979                 | 5J   | 14,4                   |
| 105 | 2     | City of Death             | « Part One »       | "David Agnew" (Douglas Adams, Graham Williams et David Fisher) | Michael Hayes     | 29 septembre 1979                 | 5H   | 12,4                   |
| 105 | 2     | City of Death             | « Part Two »       | "David Agnew" (Douglas Adams, Graham Williams et David Fisher) | Michael Hayes     | 6 octobre 1979                    | 5H   | 14,1                   |
| 105 | 2     | City of Death             | « Part Three »     | "David Agnew" (Douglas Adams, Graham Williams et David Fisher) | Michael Hayes     | 13 octobre 1979                   | 5H   | 15,4                   |
| 105 | 2     | City of Death             | « Part Four »      | "David Agnew" (Douglas Adams, Graham Williams et David Fisher) | Michael Hayes     | 20 octobre 1979                   | 5H   | 16,1                   |
| 106 | 3     | The Creature from the Pit | « Part One »       | David Fisher                                                   | Christopher Barry | 27 octobre 1979                   | 5G   | 9,3                    |
| 106 | 3     | The Creature from the Pit | « Part Two »       | David Fisher                                                   | Christopher Barry | 3 novembre 1979                   | 5G   | 10,8                   |
| 106 | 3     | The Creature from the Pit | « Part Three »     | David Fisher                                                   | Christopher Barry | 10 novembre 1979                  | 5G   | 10,2                   |
| 106 | 3     | The Creature from the Pit | « Part Four »      | David Fisher                                                   | Christopher Barry | 17 novembre 1979                  | 5G   | 9,8                    |
| 107 | 4     | Nightmare of Eden         | « Part One »       | Bob Baker                                                      | Alan Bromly       | 24 novembre 1979                  | 5K   | 8,7                    |
| 107 | 4     | Nightmare of Eden         | « Part Two »       | Bob Baker                                                      | Alan Bromly       | 1er décembre 1979                 | 5K   | 9,6                    |
| 107 | 4     | Nightmare of Eden         | « Part Three »     | Bob Baker                                                      | Alan Bromly       | 8 décembre 1979                   | 5K   | 9,6                    |
| 107 | 4     | Nightmare of Eden         | « Part Four »      | Bob Baker                                                      | Alan Bromly       | 15 décembre 1979                  | 5K   | 9,4                    |
| 108 | 5     | The Horns of Nimon        | « Part One »       | Anthony Read                                                   | Kenny McBain      | 22 décembre 1979                  | 5L   | 6                      |
| 108 | 5     | The Horns of Nimon        | « Part Two »       | Anthony Read                                                   | Kenny McBain      | 29 décembre 1979                  | 5L   | 8,8                    |
| 108 | 5     | The Horns of Nimon        | « Part Three »     | Anthony Read                                                   | Kenny McBain      | 5 janvier 1980                    | 5L   | 9,8                    |
| 108 | 5     | The Horns of Nimon        | « Part Four »      | Anthony Read                                                   | Kenny McBain      | 12 janvier 1980                   | 5L   | 10,4                   |

### Shada
Shada est initialement restée inachevée en raison d'une grève. L'arc a finalement été réalisée à l'aide d'animations, publiée numériquement en novembre 2017, puis diffusée par BBC America le 19 juillet 2018 dans un long métrage.
| N° | Part. | Titre de l'arc     | Scénario      | Réalisation     | Diffusion originale | Code | Audience (en millions) |
| -- | ----- | ------------------ | ------------- | --------------- | ------------------- | ---- | ---------------------- |
| —  | —     | Shada (6 épisodes) | Douglas Adams | Pennant Roberts | 19 juillet 2018     | 5M   | —                      |

### 18esaison(1980-1981)
Dans un retour au format des premières saisons, pratiquement tout les arcs des saisons 18 à 20 sont liées entre elles, souvent directement les unes dans les autres. La Saison 18 forme un sous-arc narratif traitant du thème de l’entropie. Full Circle, State of Decay et Warriors' Gate retracent les aventures du Docteur dans le « E-Space » ; ils sont sortis en coffrets VHS et DVD avec le titre générique The E-Space Trilogy. Cette saison a vu le départ de Romana II et l'introduction des compagnons Adric (Matthew Watterhouse) et Nyssa (Sarah Sutton), ainsi que de la future compagne, Tegan Jovanka (Janet Fielding) qui apparaît qu'à partir de l'arc Logopolis lors de la régénération du Quatrième Docteur.
| N°  | Part. | Titre de l'arc       | Titre des épisodes | Scénario                          | Réalisation                               | Première diffusion au Royaume-Uni | Code | Audience (en millions) |
| --- | ----- | -------------------- | ------------------ | --------------------------------- | ----------------------------------------- | --------------------------------- | ---- | ---------------------- |
| 109 | 1     | The Leisure Hive     | « Part One »       | David Fisher                      | Lovett Bickford                           | 30 août 1980                      | 5N   | 5,9                    |
| 109 | 1     | The Leisure Hive     | « Part Two »       | David Fisher                      | Lovett Bickford                           | 6 septembre 1980                  | 5N   | 5                      |
| 109 | 1     | The Leisure Hive     | « Part Three »     | David Fisher                      | Lovett Bickford                           | 13 septembre 1980                 | 5N   | 5                      |
| 109 | 1     | The Leisure Hive     | « Part Four »      | David Fisher                      | Lovett Bickford                           | 20 septembre 1980                 | 5N   | 4,5                    |
| 110 | 2     | Meglos               | « Part One »       | John Flanagan et Andrew McCulloch | Terence Dudley                            | 27 septembre 1980                 | 5Q   | 5                      |
| 110 | 2     | Meglos               | « Part Two »       | John Flanagan et Andrew McCulloch | Terence Dudley                            | 4 octobre 1980                    | 5Q   | 4,2                    |
| 110 | 2     | Meglos               | « Part Three »     | John Flanagan et Andrew McCulloch | Terence Dudley                            | 11 octobre 1980                   | 5Q   | 4,7                    |
| 110 | 2     | Meglos               | « Part Four »      | John Flanagan et Andrew McCulloch | Terence Dudley                            | 18 octobre 1980                   | 5Q   | 4,7                    |
| 111 | 3     | Full Circle          | « Part One »       | Andrew Smith                      | Peter Grimwade                            | 25 octobre 1980                   | 5R   | 5,9                    |
| 111 | 3     | Full Circle          | « Part Two »       | Andrew Smith                      | Peter Grimwade                            | 1er novembre 1980                 | 5R   | 3,7                    |
| 111 | 3     | Full Circle          | « Part Three »     | Andrew Smith                      | Peter Grimwade                            | 8 novembre 1980                   | 5R   | 5,9                    |
| 111 | 3     | Full Circle          | « Part Four »      | Andrew Smith                      | Peter Grimwade                            | 15 novembre 1980                  | 5R   | 5,4                    |
| 112 | 4     | State of Decay       | « Part One »       | Terrance Dicks                    | Peter Moffatt                             | 22 novembre 1980                  | 5P   | 5,8                    |
| 112 | 4     | State of Decay       | « Part Two »       | Terrance Dicks                    | Peter Moffatt                             | 29 novembre 1980                  | 5P   | 5,3                    |
| 112 | 4     | State of Decay       | « Part Three »     | Terrance Dicks                    | Peter Moffatt                             | 6 décembre 1980                   | 5P   | 4,4                    |
| 112 | 4     | State of Decay       | « Part Four »      | Terrance Dicks                    | Peter Moffatt                             | 13 décembre 1980                  | 5P   | 5,4                    |
| 113 | 5     | Warriors' Gate       | « Part One »       | Stephen Gallagher                 | Paul Joyce et Graeme Harper (non-crédité) | 3 janvier 1981                    | 5S   | 7,1                    |
| 113 | 5     | Warriors' Gate       | « Part Two »       | Stephen Gallagher                 | Paul Joyce et Graeme Harper (non-crédité) | 10 janvier 1981                   | 5S   | 6,7                    |
| 113 | 5     | Warriors' Gate       | « Part Three »     | Stephen Gallagher                 | Paul Joyce et Graeme Harper (non-crédité) | 17 janvier 1981                   | 5S   | 8,3                    |
| 113 | 5     | Warriors' Gate       | « Part Four »      | Stephen Gallagher                 | Paul Joyce et Graeme Harper (non-crédité) | 24 janvier 1981                   | 5S   | 7,8                    |
| 114 | 6     | The Keeper of Traken | « Part One »       | Johnny Byrne                      | John Black                                | 31 janvier 1981                   | 5T   | 7,6                    |
| 114 | 6     | The Keeper of Traken | « Part Two »       | Johnny Byrne                      | John Black                                | 7 février 1981                    | 5T   | 6,1                    |
| 114 | 6     | The Keeper of Traken | « Part Three »     | Johnny Byrne                      | John Black                                | 14 février 1981                   | 5T   | 5,2                    |
| 114 | 6     | The Keeper of Traken | « Part Four »      | Johnny Byrne                      | John Black                                | 21 février 1981                   | 5T   | 6,1                    |
| 115 | 7     | Logopolis            | « Part One »       | Christopher H. Bidmead            | Peter Grimwade                            | 28 février 1981                   | 5V   | 7,7                    |
| 115 | 7     | Logopolis            | « Part Two »       | Christopher H. Bidmead            | Peter Grimwade                            | 7 mars 1981                       | 5V   | 7,7                    |
| 115 | 7     | Logopolis            | « Part Three »     | Christopher H. Bidmead            | Peter Grimwade                            | 14 mars 1981                      | 5V   | 5,8                    |
| 115 | 7     | Logopolis            | « Part Four »      | Christopher H. Bidmead            | Peter Grimwade                            | 21 mars 1981                      | 5V   | 6,1                    |

## Cinquième Docteur(1982-1984)
Le Cinquième Docteur a été interprété par Peter Davison. Avant l'arrivée de Matt Smith en tant que Onzième Docteur, Peter Davison était l'acteur le plus jeune à interpréter le rôle.

### 19esaison(1982)
La série est passée de sa diffusion traditionnelle une fois par semaine le samedi à une diffusion bi-hebdomadaire principalement le lundi et le mardi, bien qu'il y ait eu des variations régionales dans le programme. Castrovalva, avec les deux arcs précédentes, The Keeper of Traken et Logopolis, forme une trilogie impliquant le retour du Maître (Anthony Ainley). Ils sont sortis sur DVD sous le titre de New Beginnings. La saison a marqué la dernière apparition d'Adric (Matthew Watterhouse).
| N°  | Part. | Titre de l'arc   | Titre des épisodes | Scénario               | Réalisation    | Première diffusion au Royaume-Uni | Code | Audience (en millions) |
| --- | ----- | ---------------- | ------------------ | ---------------------- | -------------- | --------------------------------- | ---- | ---------------------- |
| 116 | 1     | Castrovalva      | « Part One »       | Christopher H. Bidmead | Fiona Cumming  | 4 janvier 1982                    | 5Z   | 9,1                    |
| 116 | 1     | Castrovalva      | « Part Two »       | Christopher H. Bidmead | Fiona Cumming  | 5 janvier 1982                    | 5Z   | 8,6                    |
| 116 | 1     | Castrovalva      | « Part Three »     | Christopher H. Bidmead | Fiona Cumming  | 11 janvier 1982                   | 5Z   | 10,2                   |
| 116 | 1     | Castrovalva      | « Part Four »      | Christopher H. Bidmead | Fiona Cumming  | 12 janvier 1982                   | 5Z   | 10,4                   |
| 117 | 2     | Four to Doomsday | « Part One »       | Terence Dudley         | John Black     | 18 janvier 1982                   | 5W   | 8,4                    |
| 117 | 2     | Four to Doomsday | « Part Two »       | Terence Dudley         | John Black     | 19 janvier 1982                   | 5W   | 8,8                    |
| 117 | 2     | Four to Doomsday | « Part Three »     | Terence Dudley         | John Black     | 25 janvier 1982                   | 5W   | 8,9                    |
| 117 | 2     | Four to Doomsday | « Part Four »      | Terence Dudley         | John Black     | 26 janvier 1982                   | 5W   | 9,4                    |
| 118 | 3     | Kinda            | « Part One »       | Christopher Bailey     | Peter Grimwade | 1er février 1982                  | 5Y   | 8,4                    |
| 118 | 3     | Kinda            | « Part Two »       | Christopher Bailey     | Peter Grimwade | 2 février 1982                    | 5Y   | 9,4                    |
| 118 | 3     | Kinda            | « Part Three »     | Christopher Bailey     | Peter Grimwade | 8 février 1982                    | 5Y   | 8,5                    |
| 118 | 3     | Kinda            | « Part Four »      | Christopher Bailey     | Peter Grimwade | 9 février 1982                    | 5Y   | 8,9                    |
| 119 | 4     | The Visitation   | « Part One »       | Eric Saward            | Peter Moffatt  | 15 février 1982                   | 5X   | 9,1                    |
| 119 | 4     | The Visitation   | « Part Two »       | Eric Saward            | Peter Moffatt  | 16 février 1982                   | 5X   | 9,3                    |
| 119 | 4     | The Visitation   | « Part Three »     | Eric Saward            | Peter Moffatt  | 22 février 1982                   | 5X   | 9,9                    |
| 119 | 4     | The Visitation   | « Part Four »      | Eric Saward            | Peter Moffatt  | 23 février 1982                   | 5X   | 10,1                   |
| 120 | 5     | Black Orchid     | « Part One »       | Terence Dudley         | Ron Jones      | 1er mars 1982                     | 6A   | 9,9                    |
| 120 | 5     | Black Orchid     | « Part Two »       | Terence Dudley         | Ron Jones      | 2 mars 1982                       | 6A   | 10,1                   |
| 121 | 6     | Earthshock       | « Part One »       | Eric Saward            | Peter Grimwade | 8 mars 1982                       | 6B   | 9,1                    |
| 121 | 6     | Earthshock       | « Part Two »       | Eric Saward            | Peter Grimwade | 9 mars 1982                       | 6B   | 8,8                    |
| 121 | 6     | Earthshock       | « Part Three »     | Eric Saward            | Peter Grimwade | 15 mars 1982                      | 6B   | 9,8                    |
| 121 | 6     | Earthshock       | « Part Four »      | Eric Saward            | Peter Grimwade | 16 mars 1982                      | 6B   | 9,6                    |
| 122 | 7     | Time-Flight      | « Part One »       | Peter Grimwade         | Ron Jones      | 22 mars 1982                      | 6C   | 10                     |
| 122 | 7     | Time-Flight      | « Part Two »       | Peter Grimwade         | Ron Jones      | 23 mars 1982                      | 6C   | 8,5                    |
| 122 | 7     | Time-Flight      | « Part Three »     | Peter Grimwade         | Ron Jones      | 29 mars 1982                      | 6C   | 8,9                    |
| 122 | 7     | Time-Flight      | « Part Four »      | Peter Grimwade         | Ron Jones      | 30 mars 1982                      | 6C   | 8,1                    |

### 20esaison(1983)
Pour commémorer le 20e Anniversaire de la série, les arcs de cette saison impliquent le retour d'anciens méchants comme Omega, la Mara, le Black Guardian et le Maître. Mawdryn Undead, Terminus et Enlightenment impliquent le complot du Black Guardian visant à forcer le nouveau compagnon du Docteur, Vislor Turlough (Mark Strickson) à tuer le Docteur ; ils ont été publiés individuellement sur VHS et sous forme de coffret sur DVD dans le cadre de la trilogie The Black Guardian. Cette saison a été diffusée deux fois par semaine, les mardis et mercredis soir sur BBC One. C'était la dernière saison à présenter Nyssa (Sarah Sutton) comme compagne.
| N°  | Part. | Titre de l'arc    | Titre des épisodes | Scénario           | Réalisation   | Première diffusion au Royaume-Uni | Code | Audience (en millions) |
| --- | ----- | ----------------- | ------------------ | ------------------ | ------------- | --------------------------------- | ---- | ---------------------- |
| 123 | 1     | Arc of Infinity   | « Part One »       | Johnny Byrne       | Ron Jones     | 3 janvier 1983                    | 6E   | 7,2                    |
| 123 | 1     | Arc of Infinity   | « Part Two »       | Johnny Byrne       | Ron Jones     | 5 janvier 1983                    | 6E   | 7,3                    |
| 123 | 1     | Arc of Infinity   | « Part Three »     | Johnny Byrne       | Ron Jones     | 11 janvier 1983                   | 6E   | 6,9                    |
| 123 | 1     | Arc of Infinity   | « Part Four »      | Johnny Byrne       | Ron Jones     | 12 janvier 1983                   | 6E   | 7,2                    |
| 124 | 2     | Snakedance        | « Part One »       | Christopher Bailey | Fiona Cumming | 18 janvier 1983                   | 6D   | 6,7                    |
| 124 | 2     | Snakedance        | « Part Two »       | Christopher Bailey | Fiona Cumming | 19 janvier 1983                   | 6D   | 7,7                    |
| 124 | 2     | Snakedance        | « Part Three »     | Christopher Bailey | Fiona Cumming | 25 janvier 1983                   | 6D   | 6,6                    |
| 124 | 2     | Snakedance        | « Part Four »      | Christopher Bailey | Fiona Cumming | 26 janvier 1983                   | 6D   | 7,4                    |
| 125 | 3     | Mawdryn Undead    | « Part One »       | Peter Grimwade     | Peter Moffatt | 1er février 1983                  | 6F   | 6,5                    |
| 125 | 3     | Mawdryn Undead    | « Part Two »       | Peter Grimwade     | Peter Moffatt | 2 février 1983                    | 6F   | 7,5                    |
| 125 | 3     | Mawdryn Undead    | « Part Three »     | Peter Grimwade     | Peter Moffatt | 8 février 1983                    | 6F   | 7,4                    |
| 125 | 3     | Mawdryn Undead    | « Part Four »      | Peter Grimwade     | Peter Moffatt | 9 février 1983                    | 6F   | 7,7                    |
| 126 | 4     | Terminus          | « Part One »       | Stephen Gallagher  | Mary Ridge    | 15 février 1983                   | 6G   | 6,8                    |
| 126 | 4     | Terminus          | « Part Two »       | Stephen Gallagher  | Mary Ridge    | 16 février 1983                   | 6G   | 7,5                    |
| 126 | 4     | Terminus          | « Part Three »     | Stephen Gallagher  | Mary Ridge    | 22 février 1983                   | 6G   | 6,5                    |
| 126 | 4     | Terminus          | « Part Four »      | Stephen Gallagher  | Mary Ridge    | 23 février 1983                   | 6G   | 7,4                    |
| 127 | 5     | Enlightenment     | « Part One »       | Barbara Clegg      | Fiona Cumming | 1er mars 1983                     | 6H   | 6,6                    |
| 127 | 5     | Enlightenment     | « Part Two »       | Barbara Clegg      | Fiona Cumming | 2 mars 1983                       | 6H   | 7,2                    |
| 127 | 5     | Enlightenment     | « Part Three »     | Barbara Clegg      | Fiona Cumming | 8 mars 1983                       | 6H   | 6,2                    |
| 127 | 5     | Enlightenment     | « Part Four »      | Barbara Clegg      | Fiona Cumming | 9 mars 1983                       | 6H   | 7,3                    |
| 128 | 6     | The King's Demons | « Part One »       | Terence Dudley     | Tony Virgo    | 15 mars 1983                      | 6J   | 5,8                    |
| 128 | 6     | The King's Demons | « Part Two »       | Terence Dudley     | Tony Virgo    | 16 mars 1983                      | 6J   | 7,2                    |

### The Five Doctors- Spécial 20e Anniversaire(1983)
Pour continuer la commémoration du 20e Anniversaire de la série, à contrario de l'arc The Three Doctors diffusé en introduction de la Saison 10 mais à la mauvaise date, ce spécial anniversaire fut diffusé le 23 novembre 1983, date d'anniversaire de la série, aux États-Unis avant d'avoir une diffusion au Royaume-Uni 2 jours plus tard. Ce spécial dure 90 min, ce qui en fait l'épisode le plus long de la série, toutes catégories confondus, encore aujourd'hui.
| N°  | Part. | Titre de l'arc                            | Scénario       | Réalisation   | Première diffusion au Royaume-Uni | Code | Audience (en millions) |
| --- | ----- | ----------------------------------------- | -------------- | ------------- | --------------------------------- | ---- | ---------------------- |
| 129 | —     | The Five Doctors (Épisode spécial 90 min) | Terrance Dicks | Peter Moffatt | 25 novembre 1983                  | 6K   | 7,7                    |

### 21esaison(1984)
Les épisodes ont été diffusés deux fois par semaine les jeudis et vendredis soir, avec Resurrection of the Daleks diffusé deux mercredis soirs consécutifs en parties de 45 min au lieu de 25 min. L'arc The Caves of Androzani a vu la régénération du Cinquième Docteur, et l'arc final de la saison, The Twin Dilemma, était le premier du Sixième Docteur. La saison a marqué le départ de Tegan Jovanka (Janet Fielding) et Vislor Turlough (Mark Strickson), ainsi que l'introduction de Nicola Bryant dans le rôle de Peri Brown.
| N°  | Part. | Titre de l'arc                        | Titre des épisodes | Scénario               | Réalisation         | Première diffusion au Royaume-Uni | Code | Audience (en millions) |
| --- | ----- | ------------------------------------- | ------------------ | ---------------------- | ------------------- | --------------------------------- | ---- | ---------------------- |
| 130 | 1     | Warriors of the Deep                  | « Part One »       | Johnny Byrne           | Pennant Roberts     | 5 janvier 1984                    | 6L   | 7,6                    |
| 130 | 1     | Warriors of the Deep                  | « Part Two »       | Johnny Byrne           | Pennant Roberts     | 6 janvier 1984                    | 6L   | 7,5                    |
| 130 | 1     | Warriors of the Deep                  | « Part Three »     | Johnny Byrne           | Pennant Roberts     | 12 janvier 1984                   | 6L   | 7,3                    |
| 130 | 1     | Warriors of the Deep                  | « Part Four »      | Johnny Byrne           | Pennant Roberts     | 15 janvier 1984                   | 6L   | 6,6                    |
| 131 | 2     | The Awakening                         | « Part One »       | Eric Pringle           | Michael Owen Morris | 19 janvier 1984                   | 6M   | 7,9                    |
| 131 | 2     | The Awakening                         | « Part Two »       | Eric Pringle           | Michael Owen Morris | 20 janvier 1984                   | 6M   | 6,6                    |
| 132 | 3     | Frontios                              | « Part One »       | Christopher H. Bidmead | Ron Jones           | 26 janvier 1984                   | 6N   | 8                      |
| 132 | 3     | Frontios                              | « Part Two »       | Christopher H. Bidmead | Ron Jones           | 27 janvier 1984                   | 6N   | 5,8                    |
| 132 | 3     | Frontios                              | « Part Three »     | Christopher H. Bidmead | Ron Jones           | 2 février 1984                    | 6N   | 7,8                    |
| 132 | 3     | Frontios                              | « Part Four »      | Christopher H. Bidmead | Ron Jones           | 3 février 1984                    | 6N   | 5,6                    |
| 133 | 4     | Resurrection of the Daleks (2x45 min) | « Part One »       | Eric Saward            | Matthew Robinson    | 8 février 1984                    | 6P   | 7,3                    |
| 133 | 4     | Resurrection of the Daleks (2x45 min) | « Part Two »       | Eric Saward            | Matthew Robinson    | 15 février 1984                   | 6P   | 8                      |
| 134 | 5     | Planet of Fire                        | « Part One »       | Peter Grimwade         | Fiona Cumming       | 23 février 1984                   | 6Q   | 7,4                    |
| 134 | 5     | Planet of Fire                        | « Part Two »       | Peter Grimwade         | Fiona Cumming       | 24 février 1984                   | 6Q   | 6,1                    |
| 134 | 5     | Planet of Fire                        | « Part Three »     | Peter Grimwade         | Fiona Cumming       | 1er mars 1984                     | 6Q   | 7,4                    |
| 134 | 5     | Planet of Fire                        | « Part Four »      | Peter Grimwade         | Fiona Cumming       | 2 mars 1984                       | 6Q   | 7                      |
| 135 | 6     | The Caves of Androzani                | « Part One »       | Robert Holmes          | Graeme Harper       | 8 mars 1984                       | 6R   | 6,9                    |
| 135 | 6     | The Caves of Androzani                | « Part Two »       | Robert Holmes          | Graeme Harper       | 9 mars 1984                       | 6R   | 6,6                    |
| 135 | 6     | The Caves of Androzani                | « Part Three »     | Robert Holmes          | Graeme Harper       | 15 mars 1984                      | 6R   | 7,8                    |
| 135 | 6     | The Caves of Androzani                | « Part Four »      | Robert Holmes          | Graeme Harper       | 16 mars 1984                      | 6R   | 7,8                    |

## Sixième Docteur(1984-1986)
Le Sixième Docteur a été interprété par Colin Baker. Au cours de son ère, Colin Baker a eu droit à 2 styles de saison différentes ; à commencer par la Saison 22 qui est la première a possédé uniquement des épisodes de 45 min puis la Saison 23 qui est la première à être un seul arc narratif appelé The Trial of a Timelord divisé en 14 parties. Son ère est une des plus courtes avec uniquement 2 saisons complète à son actif.

### 21esaison(1984)- Suite
Le dernier arc de la saison marque le début de l'ère du Sixième Docteur interprété par Colin Baker.
| N°  | Part. | Titre de l'arc   | Titre des épisodes | Scénario       | Réalisation   | Première diffusion au Royaume-Uni | Code | Audience (en millions) |
| --- | ----- | ---------------- | ------------------ | -------------- | ------------- | --------------------------------- | ---- | ---------------------- |
| 136 | 7     | The Twin Dilemma | « Part One »       | Anthony Steven | Peter Moffatt | 22 mars 1984                      | 6S   | 7,6                    |
| 136 | 7     | The Twin Dilemma | « Part Two »       | Anthony Steven | Peter Moffatt | 23 mars 1984                      | 6S   | 7,4                    |
| 136 | 7     | The Twin Dilemma | « Part Three »     | Anthony Steven | Peter Moffatt | 29 mars 1984                      | 6S   | 7                      |
| 136 | 7     | The Twin Dilemma | « Part Four »      | Anthony Steven | Peter Moffatt | 30 mars 1984                      | 6S   | 6,3                    |

### 22esaison(1985)
La série est revenue à des diffusions hebdomadaires le samedi. Tous les épisodes durent 45 minutes, bien que des montages de 25 minutes aient été produits pour les marchés étrangers. Même s'il n'y a que 13 épisodes dans la saison, la durée totale est restée à peu près la même que celle des saisons précédentes puisque les épisodes étaient presque deux fois plus longs. L'arc The Two Doctors voit le retour du Deuxième Docteur interprété par Patrick Troughton ainsi que de Jamie McCrimmon interprété par Frazer Hines.
| N°  | Part. | Titre de l'arc           | Titre des épisodes | Scénario          | Réalisation      | Première diffusion au Royaume-Uni | Code | Audience (en millions) |
| --- | ----- | ------------------------ | ------------------ | ----------------- | ---------------- | --------------------------------- | ---- | ---------------------- |
| 137 | 1     | Attack of the Cybermen   | « Part One »       | Paula Moore       | Matthew Robinson | 5 janvier 1985                    | 6T   | 8,9                    |
| 137 | 1     | Attack of the Cybermen   | « Part Two »       | Paula Moore       | Matthew Robinson | 12 janvier 1985                   | 6T   | 7,2                    |
| 138 | 2     | Vengeance on Varos       | « Part One »       | Philip Martin     | Ron Jones        | 19 janvier 1985                   | 6V   | 7,2                    |
| 138 | 2     | Vengeance on Varos       | « Part Two »       | Philip Martin     | Ron Jones        | 26 janvier 1985                   | 6V   | 7                      |
| 139 | 3     | The Mark of the Rani     | « Part One »       | Pip et Jane Baker | Sarah Hellings   | 2 février 1985                    | 6X   | 6,3                    |
| 139 | 3     | The Mark of the Rani     | « Part Two »       | Pip et Jane Baker | Sarah Hellings   | 9 février 1985                    | 6X   | 7,3                    |
| 140 | 4     | The Two Doctors          | « Part One »       | Robert Holmes     | Peter Moffatt    | 16 février 1985                   | 6W   | 6,6                    |
| 140 | 4     | The Two Doctors          | « Part Two »       | Robert Holmes     | Peter Moffatt    | 23 février 1985                   | 6W   | 6                      |
| 140 | 4     | The Two Doctors          | « Part Three »     | Robert Holmes     | Peter Moffatt    | 2 mars 1985                       | 6W   | 6,9                    |
| 141 | 5     | Timelash                 | « Part One »       | Glen McCoy        | Pennant Roberts  | 9 mars 1985                       | 6Y   | 6,7                    |
| 141 | 5     | Timelash                 | « Part Two »       | Glen McCoy        | Pennant Roberts  | 16 mars 1985                      | 6Y   | 7,4                    |
| 142 | 6     | Revelation of the Daleks | « Part One »       | Eric Saward       | Graeme Harper    | 23 mars 1985                      | 6Z   | 7,4                    |
| 142 | 6     | Revelation of the Daleks | « Part Two »       | Eric Saward       | Graeme Harper    | 30 mars 1985                      | 6Z   | 7,7                    |

### 23esaison (The Trial of a Timelord)(1986)
La saison entière est intitulée The Trial of a Time Lord et est divisée en quatre segments. Les segments sont communément désignés par les titres de leur novélisation respective (listés ci-dessous), mais la saison a été diffusée sous la forme d'une histoire en quatorze parties et ces titres n'apparaissent pas à l'écran. La durée des épisodes sont revenues à 25 min, mais avec seulement quatorze épisodes dans la saison, ce qui porte la durée totale de cette saison (et des saisons suivantes) à peine plus de la moitié des saisons précédentes, remontant à la Saison 7. La saison a vu le départ de Peri Brown (Nicola Bryant) et l'introduction de Bonnie Langford comme nouvelle compagne du nom de Mel Bush.
| N°  | Part. | Titre de l'arc         | Titre des épisodes | Scénario          | Réalisation      | Première diffusion au Royaume-Uni | Code | Audience (en millions) |
| --- | ----- | ---------------------- | ------------------ | ----------------- | ---------------- | --------------------------------- | ---- | ---------------------- |
| 143 | 1     | The Mysterious Planet  | « Part One »       | Robert Holmes     | Nicholas Mallett | 6 septembre 1986                  | 7A   | 4,9                    |
| 143 | 1     | The Mysterious Planet  | « Part Two »       | Robert Holmes     | Nicholas Mallett | 13 septembre 1986                 | 7A   | 4,9                    |
| 143 | 1     | The Mysterious Planet  | « Part Three »     | Robert Holmes     | Nicholas Mallett | 20 septembre 1986                 | 7A   | 3,9                    |
| 143 | 1     | The Mysterious Planet  | « Part Four »      | Robert Holmes     | Nicholas Mallett | 27 septembre 1986                 | 7A   | 3,7                    |
| 143 | 2     | Mindwarp               | « Part Five »      | Philip Martin     | Ron Jones        | 4 octobre 1986                    | 7B   | 4,8                    |
| 143 | 2     | Mindwarp               | « Part Six »       | Philip Martin     | Ron Jones        | 11 octobre 1986                   | 7B   | 4,6                    |
| 143 | 2     | Mindwarp               | « Part Seven »     | Philip Martin     | Ron Jones        | 18 octobre 1986                   | 7B   | 5,1                    |
| 143 | 2     | Mindwarp               | « Part Eight »     | Philip Martin     | Ron Jones        | 25 octobre 1986                   | 7B   | 5                      |
| 143 | 3     | Terror of the Vervoids | « Part Nine »      | Pip et Jane Baker | Chris Clough     | 1er novembre 1986                 | 7C   | 5,2                    |
| 143 | 3     | Terror of the Vervoids | « Part Ten »       | Pip et Jane Baker | Chris Clough     | 8 novembre 1986                   | 7C   | 4,6                    |
| 143 | 3     | Terror of the Vervoids | « Part Eleven »    | Pip et Jane Baker | Chris Clough     | 15 novembre 1986                  | 7C   | 5,3                    |
| 143 | 3     | Terror of the Vervoids | « Part Twelve »    | Pip et Jane Baker | Chris Clough     | 22 novembre 1986                  | 7C   | 5,3                    |
| 143 | 4     | The Ultimate Foe       | « Part Thirteen »  | Robert Holmes     | Chris Clough     | 29 novembre 1986                  | 7C   | 4,4                    |
| 143 | 4     | The Ultimate Foe       | « Part Fourteen »  | Pip et Jane Baker | Chris Clough     | 6 décembre 1986                   | 7C   | 5,6                    |

## Septième Docteur(1987-1989/1996)
Le Septième Docteur a été interprété par Sylvester McCoy. Il est le dernier Docteur de l'ère classique avant de passer le flambeau à Paul McGann qui interprète le Huitième Docteur lors du téléfilm Le Seigneur du Temps de 1996.

### 24esaison(1987)
Cette saison a été déplacée vers un horaire du lundi. Mel Bush (Bonnie Langford) est parti dans l'arc Dragonfire avec le personnage récurrent Sabalom Glitz (Tony Selby), et le rôle de compagnon a été repris par Sophie Aldred dans le rôle d'Ace.
| N°  | Part. | Titre de l'arc          | Titre des épisodes | Scénario          | Réalisation      | Première diffusion au Royaume-Uni | Code | Audience (en millions) |
| --- | ----- | ----------------------- | ------------------ | ----------------- | ---------------- | --------------------------------- | ---- | ---------------------- |
| 144 | 1     | Time and the Rani       | « Part One »       | Pip et Jane Baker | Andrew Morgan    | 7 septembre 1987                  | 7D   | 5,1                    |
| 144 | 1     | Time and the Rani       | « Part Two »       | Pip et Jane Baker | Andrew Morgan    | 14 septembre 1987                 | 7D   | 4,2                    |
| 144 | 1     | Time and the Rani       | « Part Three »     | Pip et Jane Baker | Andrew Morgan    | 21 septembre 1987                 | 7D   | 4,3                    |
| 144 | 1     | Time and the Rani       | « Part Four »      | Pip et Jane Baker | Andrew Morgan    | 28 septembre 1987                 | 7D   | 4,9                    |
| 145 | 2     | Paradise Towers         | « Part One »       | Stephen Wyatt     | Nicholas Mallett | 5 octobre 1987                    | 7E   | 4,5                    |
| 145 | 2     | Paradise Towers         | « Part Two »       | Stephen Wyatt     | Nicholas Mallett | 12 octobre 1987                   | 7E   | 5,2                    |
| 145 | 2     | Paradise Towers         | « Part Three »     | Stephen Wyatt     | Nicholas Mallett | 19 octobre 1987                   | 7E   | 5                      |
| 145 | 2     | Paradise Towers         | « Part Four »      | Stephen Wyatt     | Nicholas Mallett | 26 octobre 1987                   | 7E   | 5                      |
| 146 | 3     | Delta and the Bannermen | « Part One »       | Malcolm Kohll     | Chris Clough     | 2 novembre 1987                   | 7F   | 5,3                    |
| 146 | 3     | Delta and the Bannermen | « Part Two »       | Malcolm Kohll     | Chris Clough     | 9 novembre 1987                   | 7F   | 5,1                    |
| 146 | 3     | Delta and the Bannermen | « Part Three »     | Malcolm Kohll     | Chris Clough     | 16 novembre 1987                  | 7F   | 5,4                    |
| 147 | 4     | Dragonfire              | « Part One »       | Ian Briggs        | Chris Clough     | 23 novembre 1987                  | 7G   | 5,5                    |
| 147 | 4     | Dragonfire              | « Part Two »       | Ian Briggs        | Chris Clough     | 30 novembre 1987                  | 7G   | 5                      |
| 147 | 4     | Dragonfire              | « Part Three »     | Ian Briggs        | Chris Clough     | 7 décembre 1987                   | 7G   | 4,7                    |

### 25esaison(1988-1989)
La saison a été déplacée le mercredi. Cette saison a été conçu comme étant une célébration du 25e Anniversaire de la série comme avec Remembrance of the Daleks qui se déroule le 23 novembre 1963, soit la date de première diffusion de la série, et où, lors d'une courte scène, la télé annonce le début d'une nouvelle série de science-fiction nommé Doctor Who ; brisant ainsi le 4e mur. Mais aussi Silver Nemesis qui a été diffusé à partir de la date anniversaire et mettant en place un étrange secret sur les origines du Docteur.
| N°  | Part. | Titre de l'arc                  | Titre des épisodes | Scénario        | Réalisation   | Première diffusion au Royaume-Uni | Code | Audience (en millions) |
| --- | ----- | ------------------------------- | ------------------ | --------------- | ------------- | --------------------------------- | ---- | ---------------------- |
| 148 | 1     | Remembrance of the Daleks       | « Part One »       | Ben Aaronovitch | Andrew Morgan | 5 octobre 1988                    | 7H   | 5,5                    |
| 148 | 1     | Remembrance of the Daleks       | « Part Two »       | Ben Aaronovitch | Andrew Morgan | 12 octobre 1988                   | 7H   | 5,8                    |
| 148 | 1     | Remembrance of the Daleks       | « Part Three »     | Ben Aaronovitch | Andrew Morgan | 19 octobre 1988                   | 7H   | 5,1                    |
| 148 | 1     | Remembrance of the Daleks       | « Part Four »      | Ben Aaronovitch | Andrew Morgan | 26 octobre 1988                   | 7H   | 5                      |
| 149 | 2     | The Happiness Patrol            | « Part One »       | Graeme Curry    | Chris Clough  | 2 novembre 1988                   | 7L   | 5,3                    |
| 149 | 2     | The Happiness Patrol            | « Part Two »       | Graeme Curry    | Chris Clough  | 9 novembre 1988                   | 7L   | 4,6                    |
| 149 | 2     | The Happiness Patrol            | « Part Three »     | Graeme Curry    | Chris Clough  | 16 novembre 1988                  | 7L   | 5,3                    |
| 150 | 3     | Silver Nemesis                  | « Part One »       | Kevin Clarke    | Chris Clough  | 23 novembre 1988                  | 7K   | 6,1                    |
| 150 | 3     | Silver Nemesis                  | « Part Two »       | Kevin Clarke    | Chris Clough  | 30 novembre 1988                  | 7K   | 5,2                    |
| 150 | 3     | Silver Nemesis                  | « Part Three »     | Kevin Clarke    | Chris Clough  | 7 décembre 1988                   | 7K   | 5,2                    |
| 151 | 4     | The Greatest Show in the Galaxy | « Part One »       | Stephen Wyatt   | Alan Wareing  | 14 décembre 1988                  | 7J   | 5                      |
| 151 | 4     | The Greatest Show in the Galaxy | « Part Two »       | Stephen Wyatt   | Alan Wareing  | 21 décembre 1988                  | 7J   | 5,3                    |
| 151 | 4     | The Greatest Show in the Galaxy | « Part Three »     | Stephen Wyatt   | Alan Wareing  | 28 décembre 1988                  | 7J   | 4,8                    |
| 151 | 4     | The Greatest Show in the Galaxy | « Part Four »      | Stephen Wyatt   | Alan Wareing  | 4 janvier 1989                    | 7J   | 6,6                    |

### 26esaison(1989)
La dernière saison a continué à pousser la série vers une approche plus sombre, se concentrant cette fois davantage sur la vie personnelle d'Ace (Sophie Aldred) ainsi que sur le passé et les manipulations du Docteur. Cette saison a donné le ton aux romans Virgin New Adventures qui ont suivi. Alors qu'une 27e Saison était prévu pour 1990, Survival est devenu l'épisode final de la série classique.
| N°  | Part. | Titre de l'arc      | Titre des épisodes | Scénario        | Réalisation      | Première diffusion au Royaume-Uni | Code | Audience (en millions) |
| --- | ----- | ------------------- | ------------------ | --------------- | ---------------- | --------------------------------- | ---- | ---------------------- |
| 152 | 1     | Battlefield         | « Part One »       | Ben Aaronovitch | Michael Kerrigan | 6 septembre 1989                  | 7N   | 3,1                    |
| 152 | 1     | Battlefield         | « Part Two »       | Ben Aaronovitch | Michael Kerrigan | 13 septembre 1989                 | 7N   | 3,9                    |
| 152 | 1     | Battlefield         | « Part Three »     | Ben Aaronovitch | Michael Kerrigan | 20 septembre 1989                 | 7N   | 3,6                    |
| 152 | 1     | Battlefield         | « Part Four »      | Ben Aaronovitch | Michael Kerrigan | 27 septembre 1989                 | 7N   | 4                      |
| 153 | 2     | Ghost Light         | « Part One »       | Marc Platt      | Alan Wareing     | 4 octobre 1989                    | 7Q   | 4,2                    |
| 153 | 2     | Ghost Light         | « Part Two »       | Marc Platt      | Alan Wareing     | 11 octobre 1989                   | 7Q   | 4                      |
| 153 | 2     | Ghost Light         | « Part Three »     | Marc Platt      | Alan Wareing     | 18 octobre 1989                   | 7Q   | 4                      |
| 154 | 3     | The Curse of Fenric | « Part One »       | Ian Briggs      | Nicholas Mallett | 25 octobre 1989                   | 7M   | 4,3                    |
| 154 | 3     | The Curse of Fenric | « Part Two »       | Ian Briggs      | Nicholas Mallett | 1er novembre 1989                 | 7M   | 4                      |
| 154 | 3     | The Curse of Fenric | « Part Three »     | Ian Briggs      | Nicholas Mallett | 8 novembre 1989                   | 7M   | 4                      |
| 154 | 3     | The Curse of Fenric | « Part Four »      | Ian Briggs      | Nicholas Mallett | 15 novembre 1989                  | 7M   | 4,2                    |
| 155 | 4     | Survival            | « Part One »       | Rona Munro      | Alan Wareing     | 22 novembre 1989                  | 7P   | 5                      |
| 155 | 4     | Survival            | « Part Two »       | Rona Munro      | Alan Wareing     | 29 novembre 1989                  | 7P   | 4,8                    |
| 155 | 4     | Survival            | « Part Three »     | Rona Munro      | Alan Wareing     | 6 décembre 1989                   | 7P   | 5                      |

## Huitième Docteur(1996/2013)
Le Huitième Docteur a été interprété par Paul McGann. Le téléfilm diffusé en 1996 est sa seule apparition télévisée au cours de son ère. Le seul titre de production détenu pour cette histoire était Doctor Who. La sortie DVD s'intitule Doctor Who: The Movie en VO et Le Seigneur du Temps en VF. En 2013, Paul McGann est revenu pour sa deuxième apparition télévisée en tant que Huitième Docteur dans le minisode intitulé The Night of the Doctor où il devient le Docteur de la Guerre et passe le flambeau à John Hurt. Le code de production est 50/LDX071Y/01X, bien que le « Complete Eighth Doctor Special » de Doctor Who Magazine donne le code comme #83705 et le guide des épisodes en ligne de la BBC comme « TVM ».

### Téléfilm(1996)
Avant de céder sa place à Paul McGann au cours du téléfilm, Sylvester McCoy est présent au cours des premières minutes en tant que Septième Docteur, marquant ainsi une continuité avec la série classique qui s'est terminé 7 ans et demi auparavant. L'histoire devait contenir les Daleks mais le créateur, Terry Nation, n'étais pas d'accord et la production s'est penché sur le retour du Maître interprété par Eric Roberts.
| N°  | Part. | Titre original                              | Titre français       | Scénario       | Réalisation  | Premières diffusions                                    | Première diffusion en France | Code                 | Audience (en millions) |
| --- | ----- | ------------------------------------------- | -------------------- | -------------- | ------------ | ------------------------------------------------------- | ---------------------------- | -------------------- | ---------------------- |
| 156 | —     | Doctor Who / Doctor Who: The Movie (85 min) | Le Seigneur du Temps | Matthew Jacobs | Geoffrey Sax | 12 mai 1996 (Canada) 14 mai 1996 (USA) 27 mai 1996 (UK) | 18 mars 1997                 | 50/LDX071Y/01X / TVM | 9,08                   |

### Minisode(2013)
À l'occasion du 50e Anniversaire de la série, en plus de l'épisode spécial Le Jour du Docteur, du documentaire An Adventure in Space and Time et de la parodie The Five(ish) Doctors Reboot, Steven Moffat a écrit un minisode nommé The Night of the Doctor mettant en vedette le Huitième Docteur inteprété par Paul McGann qui n'était pas revenu à l'écran depuis le téléfilm de 1996. Lors de ce minisode, on découvre un Huitième Docteur fuyant la Guerre du Temps mais se retrouve mortellement blessé, après un crash, sur la planète Karn. Avec l'aide des Sœurs de Karn, le Docteur se régénère devenant le Docteur de la Guerre inteprété par John Hurt.
| N° | Part. | Titre original                              | Scénario      | Réalisation | Première diffusion au Royaume-Uni (Sur BBC iPlayer) | Première diffusion en France (Sur YouTube) | Audience (en millions) |
| -- | ----- | ------------------------------------------- | ------------- | ----------- | --------------------------------------------------- | ------------------------------------------ | ---------------------- |
| —  | —     | The Night of the Doctor (Minisode de 7 min) | Steven Moffat | John Haynes | 14 novembre 2013                                    | 14 novembre 2013                           | —                      |

## Épisodes spéciaux hors saisons
| Titre                                   | Épisodes | Durée totale | Occasion                               | Scénario                                   | Réalisation                     | Diffusion originale |
| --------------------------------------- | -------- | ------------ | -------------------------------------- | ------------------------------------------ | ------------------------------- | ------------------- |
| A Fix with Sontarans                    | 1        | 9 min        | Incursion dans une émission télévisée  | Eric Saward                                | Marcus Mortimer                 | 23 février 1985     |
| Search Out Space                        | 1        | 25 min       | Épisode éducatif sous forme de quiz    | Lambros Atteshlis & Berry-Anne Billingsley | Stuart Berry & Anne Billingsley | 21 novembre 1990    |
| Dimensions in Time                      | 2        | 13 min       | 30e anniversaire de la série Non-canon | John Nathan-Turner & David Roden           | Stuart McDonald                 | 26-27 novembre 1993 |
| Doctor Who and the Curse of Fatal Death | 4        | 23 min       | Red Nose Day Special                   | Steven Moffat                              | John Henderson                  | 12 mars 1999        |